# Drew McIntyre
Andrew McLean Galloway IV (Ayr, South Ayrshire, Escocia, 6 de junio de 1985) es un luchador profesional británico. Actualmente trabaja para la empresa estadounidense WWE, donde se presenta en la marca Smackdown bajo el nombre de Drew McIntyre.
Galloway es 5 veces Campeón Mundial al obtener dos veces Campeón de la WWE, una vez Campeón Mundial de Peso Pesado de WWE, una vez Campeón Mundial Peso Pesado de TNA y una vez Campeón Mundial de NXT. Además, ha sido una vez Campeón Intercontinental de WWE, una vez Gran Campeón de Impact de TNA, dos veces Campeón en Parejas de la WWE, lo que lo convierte en un Campeón de Triple Corona. Adicionalmente, fue el ganador de la edición del Royal Rumble del 2020, del Money in the Bank del 2024, del Feast or Fired 2016 y del Joker's Wild 2016.

## Primeros años
Andrew McLean Galloway IV nació el 6 de junio de 1985 en Ayr, Ayrshire. Su madre, Ángela, murió el 3 de noviembre de 2012 a la edad de 51 años. Galloway creció en Prestwick, Ayrshire, donde estudió en la Academia Prestwick. Consideró ser un jugador de fútbol profesional cuando era más joven. Jugó para el club juvenil Prestwick Boys, normalmente en posiciones defensivas, antes de concentrarse en la lucha libre. Cuando tenía 10 años, leyó una revista llamada Factor X, que se centró en teorías de conspiración e historias de fantasmas; esto lo llevó a escribir una carta al FBI bajo la Ley de Libertad de Información, a lo que el FBI respondió enviándole un archivo con varios documentos. Comenzó a entrenarse para una carrera profesional de lucha libre a la edad de 15 años, y sus padres acordaron apoyarlo siempre y cuando él prestara la misma atención a sus estudios. Estuvo de acuerdo y obtendría una maestría en criminología de la Universidad Caledonian de Glasgow.

## Carrera

### Entrenamiento y debut (2001–2006)
Galloway comenzó a entrenar para la lucha profesional a la edad de 15 años en la Academia de la Alianza de Lucha Fronteriza cuando su familia se mudó al sur de Inglaterra a Portsmouth. En la Academia FWA, mientras fue entrenado por el operador de la promoción Mark Sloan junto con Justin Richards y James Tighe, Galloway también cita a los luchadores establecidos de la promoción que ayudan con la capacitación, incluidos Doug Williams, Paul Burchill y Aléx Shane.
En 2003, Galloway hizo su debut para el espectáculo inaugural de British Championship Wrestling (BCW), que opera en el área metropolitana de Glasgow. Mientras estuvo allí, perfeccionó más su habilidad de lucha libre, entrenando con Colin McKay y luego con Spinner McKenzie y desarrollando el personaje de "Thee" Drew Galloway, un narcisista arrogante. Su primera lucha, que tuvo lugar en No Blood, No Sympathy: Night 1 de febrero, lo vio perder contra Stu Natt. Obtuvo su primera victoria en la segunda noche en un combate de equipo junto a Wolfgang, derrotando a Blade y Stu Pendous. En diciembre, Galloway fue manejado por Charles Boddington, quien lo ayudó en su primer éxito significativo y lo manejaría durante los próximos cuatro años. El 5 de diciembre, Boddington anunció que el campeón de peso pesado de BCW Spinner McKenzie había sido despedido y sería despojado del título; Boddington luego instantáneamente le dio el cinturón a Galloway. Stevie Knight hizo una excepción a esto y lo retó a una lucha esa misma noche en Bad Tidings: Night 1, ganando el Campeonato. Galloway obtuvo una victoria sin título sobre Knight el siguiente febrero de 2004, en Night of The Fan, pero Knight se vengó al noquear a Galloway del torneo King of BCW.
Más tarde ese año, Galloway tuvo una serie de partidos contra veteranos estadounidenses. En junio, fue derrotado por The Honky Tonk Man y más tarde ese mes perdió en un combate de equipos con Marty Jannetty y Highlander, con Sabotage de su lado. En noviembre, en el acertadamente titulado Lo Down, el principal de Galloway participó en una lucha de doble cuenta atrás contra D'Lo Brown. Luego tuvo una breve serie de enemistades, ya que en marzo de 2005 derrotó a Jay Phoenix, pero su revancha en noviembre, oficiada por Mick Foley, terminó en un no contest. En mayo de 2006, después de su prolongada disputa en Irish Whip Wrestling, Galloway perdió y luego ganó en luchas sucesivas contra su rival a largo plazo Sheamus O'Shaunessy.

### Circuito Independiente (2006-2007)
En noviembre de 2006, Galloway se asoció con Lionheart en el evento principal de Live in East Kilbride y cubrió al campeón de peso pesado de BCW Highlander que estaba marcando con Wolfgang. Esto lo puso en la lucha por el título en No Blood, No Sympathy IV de diciembre. La lucha fue reservada como un "I Quit" Match con Conscience como el árbitro invitado especial con Galloway ganando su segundo Campeonato de Peso Pesado BCW. Mantuvo el título durante la mayor parte de 2007, con defensas exitosas sobre Martin Stone, Allan Grogan y Lionheart, antes de desocuparlo después de que se mudó a los Estados Unidos en septiembre.
Después de ganar impulso en Escocia, Galloway comenzó a luchar en toda la República de Irlanda con Irish Whip Wrestling (IWW) y siguió usando "Thee" Drew Galloway como su Gimmick. Con Charles Boddington todavía en su esquina, compitió en tres concursos durante su primera aparición el 23 de julio de 2005 para Whiplash TV. Después de perder ante "SOS" Sheamus O'Shaunessy encontró un destino similar contra Mad Man Manson, provocando una pelea entre los dos. A pesar de estas dos derrotas, su estado en el extranjero significaba que ya estaba reservado en una lucha de ruleta rusa de 10 hombres para determinar el mejor candidato para el título principal. Galloway fue encalado toda la noche, perdiendo ante Vic Viper. Al día siguiente, en Gym Wars, Manson estuvo ausente, por lo que Galloway trató de vengar su pérdida con O'Shaunessy, pero terminó en un doble conteo. En los siguientes meses, Galloway reclutó a varios luchadores, incluso a su mánager Boddington, en una serie de combates de equipos e incluso de s
desventaja contra Manson y sus equipos. Obtuvo su primera victoria en octubre contra Sean South en un calentamiento para el evento principal de seis hombres por equipos de ese evento. La rivalidad entre Galloway y Manson finalmente se resolvió en noviembre en el espectáculo final de IWW desde el Teatro SFX. Su brutal y sangrienta Street Fight vio a Galloway ganar respeto por su tenacidad y resistencia, pero su racha perdedora continuó.

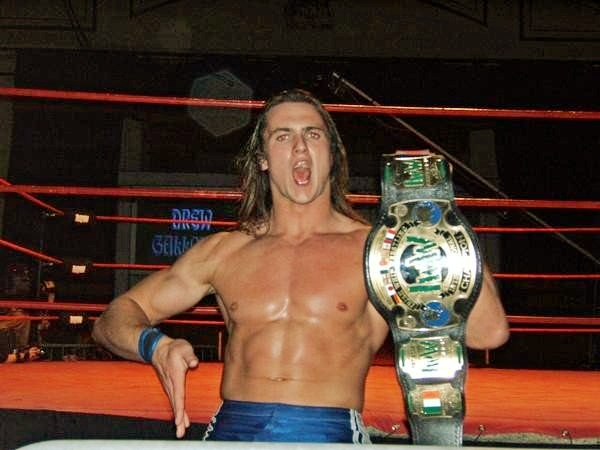
Galloway en la empresa Irish Whip Wrestling

Con su rivalidad contra Manson establecida en su Street Fight y a pesar de haber ganado solo un partido con la compañía, Galloway recibió una oportunidad en el Campeonato Internacional de Peso Pesado IWW debido a su espectáculo robando actuaciones con Manson. El 28 de enero de 2006 recibió su primer combate por el título contra Sheamus O'Shaunessy, evolucionando su rivalidad de las batallas anteriores. La rivalidad rápidamente adquirió un sabor patriótico, con los colores azules de Escocia de Galloway chocando con los colores verdes de Irlanda de O'Shaunessy, reflejando el derbi de fútbol Old Firm entre Glasgow Rangers y Glasgow Celtic, respectivamente. Esta alusión al fútbol se hizo particularmente prominente cuando los dos se encontraron nuevamente en el Verona Football Club una vez más por el título, aunque la lucha se convirtió en una lucha de leñadores, el resultado y el campeón permanecieron igual. Galloway permaneció enfocado, demostrando su dominio y determinación para el Campeonato al derrotar a JC Williams y Brian Roche en una lucha en desventaja el 17 de marzo. Esta lucha le valió una lucha dos de tres caídas contra el campeón al día siguiente en el que O'Shaunessy ganó dos caídas a una; al día siguiente produjo el mismo resultado. Una vez más, Galloway demostró ser un competidor feroz, derrotando dos veces a Vic Viper en las luchas de "Me Rindo" en abril. Con la intensificación de su rivalidad, el siguiente desafío de Galloway a O'Shaunessy recibió la estipulación de una lucha de último hombre en pie. Una vez más, el nativo irlandés retuvo el título, como también lo hizo en junio con la misma estipulación.
El 28 de agosto de 2006, Galloway finalmente logró vencer al actual irlandés y ganó el Campeonato Internacional de Peso Pesado de IWW en una lucha individual. Él defendió con éxito el cinturón esa noche contra Go Shiozaki. En noviembre, Galloway llevó el campeonato a Londres, Inglaterra en noviembre contra Jody Fleisch, Sin embargo, Galloway no pudo comprometerse a defender completamente el título, debido a otras reservas en su tierra natal y sus estudios académicos. se vio obligado a renunciar al Campeonato en enero de 2007.
Mientras BCW se convirtió en su promoción de casa e hizo apariciones regulares para IWW, Galloway hizo varias apariciones en el circuito independiente. En 2004, apareció en la incipiente International Pro Wrestling: United Kingdom (IPW: UK) en su Show 2. titulado. A pesar de perder ante Aviv Maayan en su primera actuación, para cuando regresó en mayo de 2005, su reputación lo hizo lo suficientemente notorio como para competir en su evento principal, el combate de Eliminación de cinco para determinar el mejor de los pesos pesados británicos. Galloway fue eliminado primero por Andy Boy Simmonz con un pin de paquete pequeño.
Mientras estudiaba, Galloway compitió en varias giras de All Star Wrestling contra competidores como TJ Wilson, PN Neuz, Chad Collyer y Brody Steele durante 2006. El 15 de octubre de 2006, Galloway compitió en el show debut de Insane Championship Wrestling (ICW) Fear & Loathing, derrotando a Darkside y Allan Grogan en un Iron Man Match de 30 minutos para convertirse en el primer Campeón de Peso Pesado de ICW. Mantuvo el título durante 280 días, y finalmente lo perdió ante Darkside el 22 de julio de 2007 en un combate de eliminación de cinco hombres que también involucró a Jack Jester, Wolfgang y Liam Thomson. 
A pesar de ser su única lucha (fue utilizado dos veces) para NWA: Scottish Wrestling Alliance (NWA: SWA), Galloway representó al equipo SWA contra Team Sinner en el partido titular para el evento Clan Wars de marzo de 2006, siendo eliminado primero por Highlander, quien fue usando las cuerdas. A finales de mes, apareció en el evento inaugural de Premier British Wrestling (PBW) ganando una oportunidad para convertirse en el primer campeón de peso pesado de PBW al derrotar a Allan Grogan pero perdiendo ante Wolfgang en el evento principal. En octubre, participó en un combate de contendientes para ganar otra oportunidad en el título, pero fue derrotado por Dave Moralez.
La reputación de Galloway continuó procediéndose, siendo colocado en el torneo Real Quality Wrestling (RQW) No solo para Navidad para coronar al campeón inaugural de peso pesado RQW. En representación de IWW, habiendo hecho su defensa del título de IWW contra Fleisch a principios de año, Galloway se enfrentó a El Ligero de SAS Wrestling, que pasó a la semifinal solo para perder contra One Pro Wrestling's Pac por conteo. Galloway continuó apareciendo en abril, llevando su rivalidad con 'SOS' Sheamus O'Shaunessy a Londres con una doble cuenta que condujo a una revancha en junio donde Galloway obtuvo la victoria en una pelea callejera. Más tarde esa noche, habiendo hecho una declaración con su victoria sobre O'Shaunessy, Galloway atacó al campeón de peso pesado RQW Martin Stone durante su defensa del título contra Takeshi Rikio. Este ataque llevó a la lucha final de Galloway en el Reino Unido en la Summer Brawl de agosto. A pesar de atacar a Stone más temprano en la noche, Galloway no pudo obtener la victoria y no pudo ganar el título. La última aparición de Galloway fue servir como árbitro para PBW el 15 de septiembre en un partido que vio a Darkside derrotar a Lionheart para convertirse en el contendiente al Campeonato.
Galloway apareció en el programa inaugural Insane Championship Wrestling promovido por un joven Mark Dallas. Galloway
ganó un combate de triple amenaza sobre Darkside y Allan Grogan para convertirse en el primer Campeón de Peso Pesado de ICW. Galloway mantuvo el título durante 280 días, reteniendo a Wolfgang y Allan Grogan, antes de perder el título ante Darkside en un combate de cinco hombres que también incluyó a Jack Jester, Wolfgang y Liam Thomson. Esta fue su última aparición para la compañía hasta 2014.

### World Wrestling Entertainment / WWE

#### Primeras apariciones (2007-2008)
Drew Galloway hizo su debut oficial en la WWE en la edición del 12 de octubre de 2007 de SmackDown! como Drew McIntyre. En su lucha de debut, Galloway, acompañado por Dave Taylor, derrotó a Brett Major con un roll-up. La semana siguiente, derrotó a Brian Major con la ayuda de Taylor. A principios de 2008, McIntyre se mudó a la marca Raw, haciendo su debut oficial en la edición del 4 de enero de Heat como face, derrotando a Charlie Haas con un puente suplementario de Northern Lights.

#### Ohio Valley Wrestling / OVW (2007-2008)
En septiembre de 2007, McIntyre fue a Louisville para asistir a Ohio Valley Wrestling, y su primer combate fue un dark match después de un episodio de OVW TV, donde se enfrentó a otro talento en desarrollo del Reino Unido, «The Ripper» Paul Burchill. A pesar de que Drew no estuvo involucrado en una gran cantidad de combates notables durante su tiempo en OVW, principalmente debido al hecho de que estaba dividiendo su tiempo entre estar de gira con WWE y tener que presentarse al territorio de desarrollo de OVW, aún luchaba regularmente en OVW TV y algunos eventos en vivo no televisados en el área de Kentuckiana. Drew formó un equipo con el futuro Wade Barrett, conocido en ese entonces como Stu Sanders, bautizándose a sí mismos como «Brit Pack». En febrero de 2008, WWE anunció que cancelaría su contrato con OVW y el propietario Nightmare Danny Davis; como resultado, ya no sería parte del sistema de desarrollo de WWE.

#### Florida Championship Wrestling (2008–2009)
Después de su breve paso por el roster principal de WWE, McIntyre fue trasladado al territorio de desarrollo de la WWE Florida Championship Wrestling (FCW). Ahí, reformó su equipo con Stu Sanders, ahora bajo el nombre de The Empire. En abril, se enfrentaron a Las Pesadillas Puertorriqueñas (Eric Pérez y Eddie Colón), ganando la lucha y una oportunidad por los Campeonatos en Parejas de Florida FCW. Una vez que The Nightmares ganó el Campeonato, The Empire recibió dos oportunidades consecutivas de ganar los Campeonatos en Parejas de FCW el 6 de mayo. Su primera defensa del título fue contra el antiguo rival de McIntyre, Sheamus O'Shaunessy, pero su compañero "Sterling Jack" Gabriel accidentalmente los golpeó y The Empire capitalizó para retener sus Campeonatos. The Empire perdió los Campeonatos el 17 de julio ante Joe Hennig y Gabe Tuft. El 16 de agosto, The Empire implosionó cuando McIntyre se enfrentó a Sanders en una lucha individual que terminó en un doble conteo y su revancha a fines de septiembre terminó en un empate de límite de tiempo.

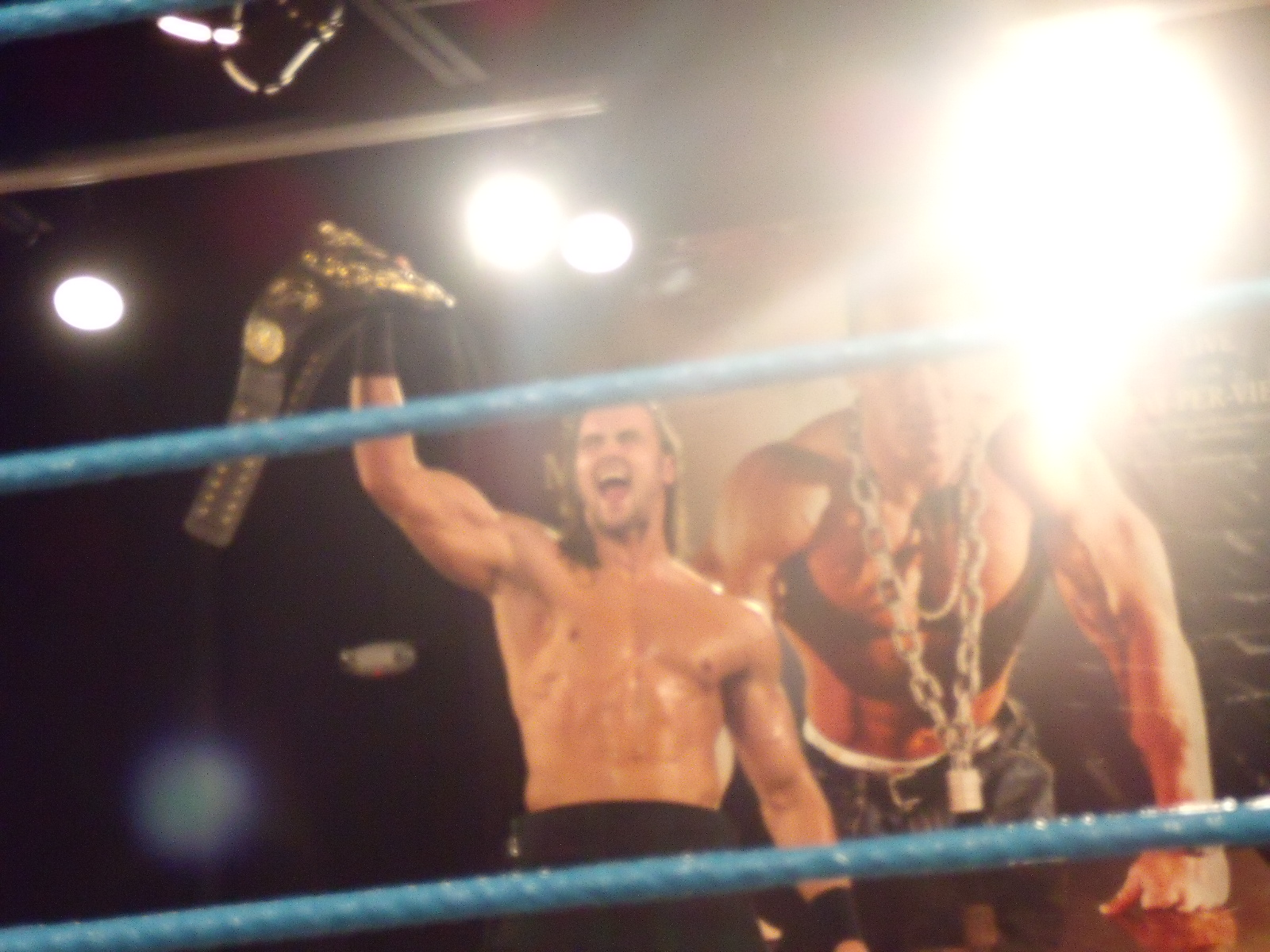
Galloway con el cinturón del Campeonato de Peso Pesado de Florida

El 7 de octubre, McIntyre participó en un torneo por el Campeonato de Peso Pesado de Florida FCW y derrotó a Tuft para llegar a la final, pero perdió ante Eric Escobar (el ex Eric Peréz). McIntyre cerró el año con un intento fallido de ganar el Campeonato de Peso Pesado de FCW en una lucha fatal de cuatro esquinas, pero Escobar ganó el título de O'Shaunessy.
A principios del 2009, McIntyre entró en una rivalidad con Joe Hennig, pero su primera lucha en febrero terminó en un doble conteo. McIntyre interfirió en el combate de Hennig la semana siguiente y le costó el combate. El 26 de febrero, Hennig derrotó a McIntyre y continuó esa noche para ganar el Campeonato de Peso Pesado de FCW de Escobar. Su enemistad terminó abruptamente cuando Hennig dejó el título después de una lesión, lo que provocó que McIntyre fuera elevado a la competencia por el título, superando a Escobar por el Campeonato vacante el 19 de marzo. McIntyre defendió regularmente el título hasta el 11 de junio, cuando Tyler Reks (el ex Gabe Tuft) ganó el título en su segundo intento. Más tarde ese mes, McIntyre no pudo ganar una batalla real de 14 hombres para tener la oportunidad de recuperar el título. El 25 de junio, McIntyre se unió al equipo de O'Shaunessy contra Hennig y DJ Gabriel (el ya mencionado "Sterling Jack" Gabriel), pero cuando ninguno de los dos equipos trabajaría juntos, se reservó un equipo de cuatro luchadores, que ganó O'Shaunessy. McIntyre y O'Shaunessy no pudieron recuperar el Campeonato de Peso Pesado de Florida FCW a mediados de julio de Reks. McIntyre recibió una oportunidad en solitario al día siguiente con el mismo resultado.

#### Campeón Intercontinental (2009-2010)

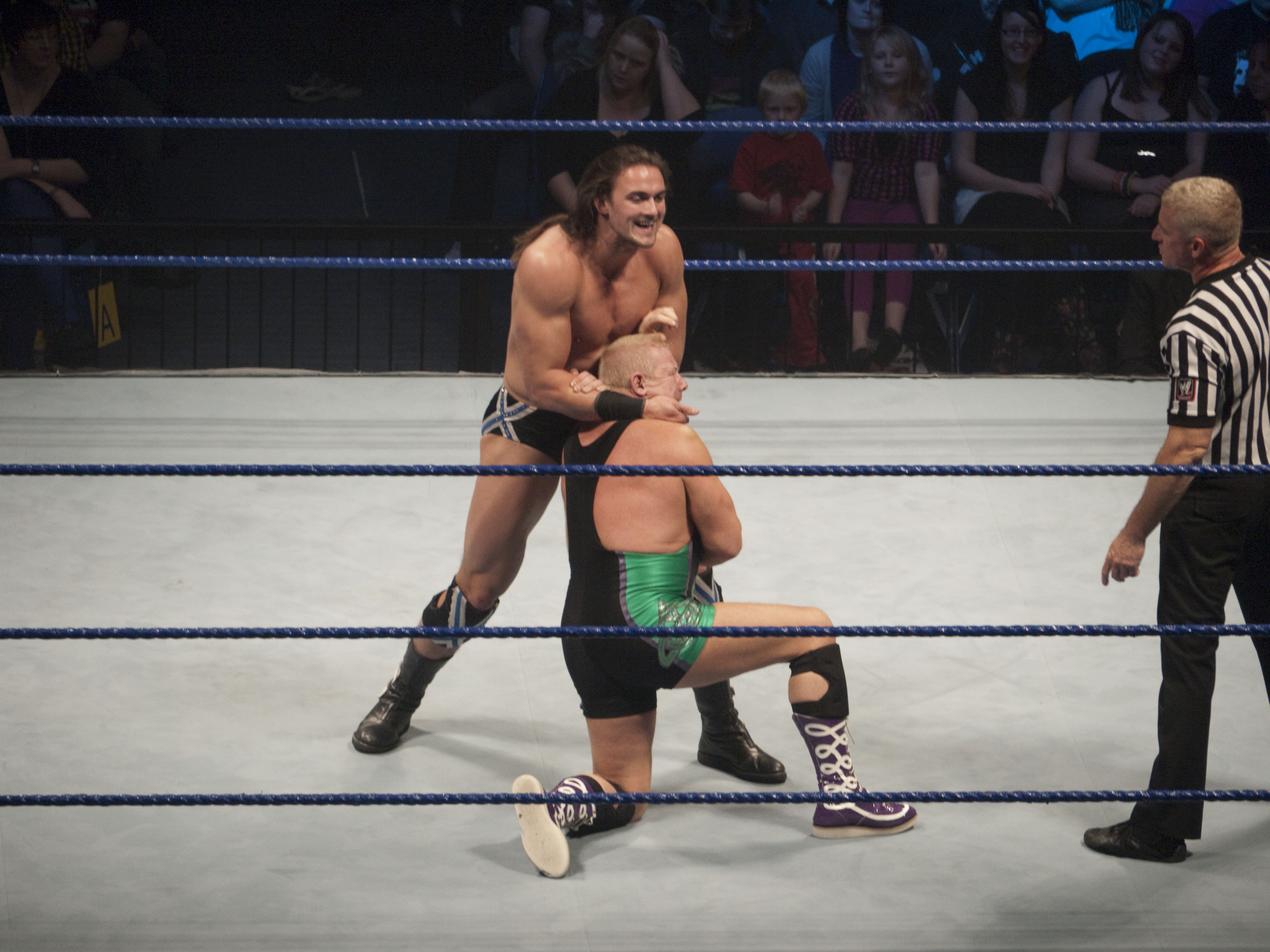
McIntyre en una lucha contra Finlay, noviembre de 2009.

El 28 de agosto de 2009, McIntyre volvió a debutar en la marca SmackDown, haciendo caso omiso de su tiempo anterior en la televisión de la WWE, y se estableció como heel al atacar a R-Truth cuando ingresó al ring, usando su nuevo movimiento de firma DDT, el escocés Drop (pronto renombrado Future Shock). McIntyre continuó atacando a Truth durante las siguientes semanas, alegando que estaba en el programa para luchar y no para festejar como R-Truth. El 18 de septiembre, mientras Charlie Haas esperaba para enfrentarse a R-Truth, McIntyre llegó al ring para explicar que R-Truth había resultado herido en el backstage, y luego atacó a Haas. El 25 de septiembre, el presidente de la WWE, Vince McMahon, presentó a McIntyre como un "futuro Campeón Mundial" que había firmado personalmente, después de lo cual Truth hizo un ataque de regreso contra McIntyre. Por ese entonces se hizo llamar "The Chose One" (El Elegido). La semana siguiente en SmackDown, McIntyre continuó organizando fiestas haciendo un discurso en la celebración de la Década de SmackDown hasta que R-Truth lo puso en una mesa y el pastel de aniversario. Todo esto condujo al primer combate de McIntyre desde su regreso en Hell in a Cell, donde McIntyre derrotó a R-Truth en menos de cinco minutos nuevamente usando su finalizador DDT.
McIntyre se enfrentó a R-Truth una vez más en una lucha individual y ganó por conteo fuera para representar a SmackDown en Bragging Rights, pero en el episodio de SmackDown antes del PPV, todo el equipo, los capitanes a un lado, fue reemplazado dejando a McIntyre omitido del evento. Luego de eso, McIntyre tuvo un feudo con Finlay de la misma manera que Truth con luchas que no comenzaron correctamente hasta que McIntyre ganó su lucha final en menos de dos minutos. En Survivor Series el 22 de noviembre, McIntyre tenía un lugar en el equipo de The Miz para el tradicional combate de eliminación de Survivor Series. McIntyre, The Miz y su antiguo rival Sheamus (anteriormente Sheamus O'Shaunessy) fueron los miembros sobrevivientes en su equipo ganador; McIntyre eliminó a Evan Bourne y Matt Hardy.

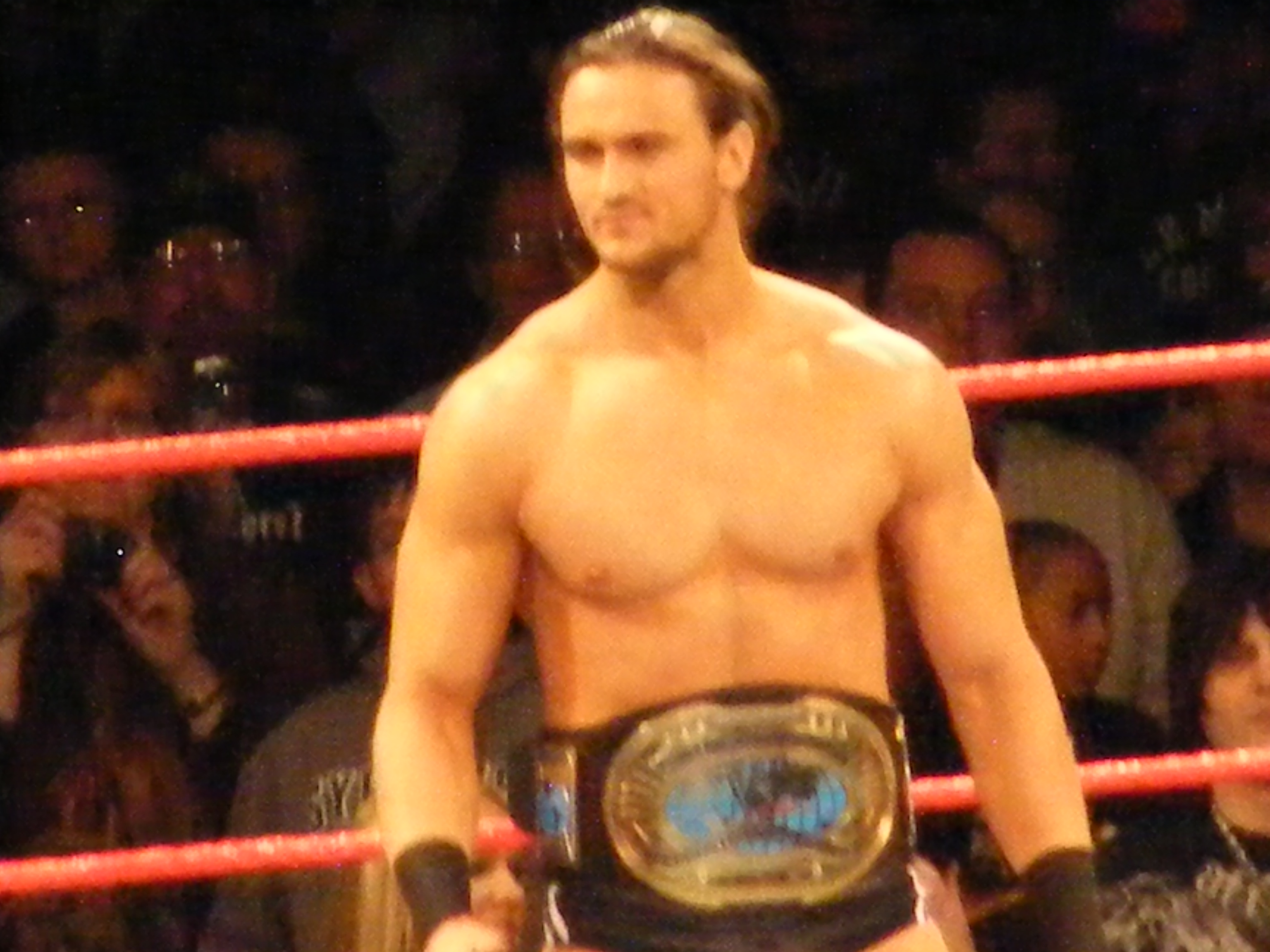
McIntyre como Campeón Intercontinental en diciembre del 2009

Siendo la única superestrella de SmackDown que sobrevivió contra el Team Morrison, McIntyre enfrentó y derrotó a John Morrison unas semanas más tarde, lo que lo colocó en la fila de aspirantes para el Campeonato Intercontinental de Morrison en TLC. Días antes del evento, Morrison se burló de la herencia escocesa de McIntyre vistiéndose como William Wallace inspirado en Braveheart, pero en TLC el 13 de diciembre, McIntyre logró atrapar a Morrison después de un piquete en el ojo para ganar el título Intercontinental, su primer Campeonato en WWE.
Retuvo el título contra Morrison y más tarde contra Kane usando tácticas clandestinas. Su récord televisado invicto terminó en una lucha de calificación para Money in the Bank contra Kane en el episodio del 26 de febrero de SmackDown, pero McMahon obligó al gerente general de SmackDown, Teddy Long, a eliminar la pérdida. Lo mismo sucedió nuevamente con Matt Hardy antes de que McIntyre finalmente calificara para la lucha de escaleras al anclar a un luchador sin firmar. McIntyre luego perdió contra The Undertaker el 19 de marzo y tampoco pudo ganar la lucha de Money in the Bank el 29 de marzo en WrestleMania XXVI, su primera aparición en un WrestleMania. Las semanas siguientes después de esto, McIntyre atacó continuamente a Matt Hardy hasta que fue despojado de su título el 7 de mayo por Long y suspendido como parte de un storyline; McMahon decretó que sería reinstalado como Campeón la semana siguiente, socavando la autoridad de Long que se desarrolló durante la tensión entre McIntyre y Long.
Como resultado, McIntyre se enfrentó a Kofi Kingston, que había ganado un torneo para determinar el nuevo Campeón, en Over the Limit el 23 de mayo y perdió el Campeonato después de 161 días. McIntyre, sin embargo, todavía usó su relación con McMahon para intimidar a Teddy Long, humillándolo públicamente y obligando a Long a acostarse con él para su combate. En Fatal 4-Way el 20 de junio, McIntyre se enfrentó a Kingston en una revancha por el Campeonato Intercontinental. Durante la lucha, Long asumió el cargo de árbitro, pero se negó a realizar el conteo de tres cuando McIntyre casi ganaba la lucha. Un vengativo Matt Hardy atacó a McIntyre, lo que llevó a Kingston a ganar la lucha y retener el Campeonato.
En el episodio del 21 de junio de Raw, el stable The Nexus atacó a Mr. McMahon, que lo retiró de la televisión durante un período prolongado y puso fin al trato preferencial de McIntyre. Después de perder ante Matt Hardy en el episodio del 25 de junio de SmackDown, Long informó a McIntyre que su visa de trabajo había expirado y que lo deportarían a Escocia de inmediato. Esta storyline tenía una base en la realidad, ya que la visa de Galloway había expirado y como resultado, fue sacado de la televisión.
McIntyre regresó dos semanas después y fue reinstalado después de que le pidieran a Long que calificara para la lucha en Money in the Bank al derrotar a Kofi Kingston.

#### Varias historias (2010-2012)
McIntyre luego continuó su rivalidad con Matt Hardy y el amigo de Hardy, Christian. Al mismo tiempo, Cody Rhodes también se ofendió con Matt Hardy y Christian, lo que llevó a la formación de una alianza. El 19 de septiembre en Night of Champions, McIntyre y Rhodes ganaron los Campeonatos en Parejas de la WWE en un duelo de cinco equipos como los últimos participantes. Esto les permitió aparecer en ambas marcas. McIntyre y Rhodes defendieron con éxito los Campeonatos dos veces contra la The Hart Dynasty. En Bragging Rights el 24 de octubre, McIntyre y Rhodes perdieron los Campeonatos ante The Nexus (John Cena y David Otunga) y disolvieron su equipo. El 21 de noviembre en Survivor Series, McIntyre participó en el combate de equipos tradicional de Survivor Series de 5 contra 5 como parte del Team Alberto Del Rio contra Team Mysterio. McIntyre sería el último hombre en ser eliminado, por cortesía de Big Show.
El 7 de enero, participó en un Fatal 4 Way Match entre The Big Show, Cody Rhodes y Dolph Ziggler para definir el contendiente por el Campeonato Mundial Peso Pesado siendo Ziggler el ganador de la lucha. En esa misma noche defendió a Kelly Kelly del ataque de Michelle McCool y Layla cambiando a face. Debido a su interés con Kelly, intentó salir con ella, pero le rechazó al ver su temperamento descontrolado, cambiando de nuevo a heel. Cuando Kelly Kelly fue despedida de SmackDown, le echó la culpa a Edge. 
Participó en Royal Rumble entrando con el número 33, pero fue eliminado por Big Show. Luego, participó en Elimination Chamber en la Elimination Chamber por el Campeonato Mundial Peso Pesado de la WWE, pero fue eliminado por Kane. El 3 de abril en WrestleMania XXVII, participó en una Battle Royal, pero no logró ganar. El 26 de abril fue cambiado a RAW a causa del Draft Suplementario. Hizo su debut en RAW haciendo equipo con Jack Swagger contra Kofi Kingston y Rey Mysterio siendo estos últimos los ganadores. Durante todo el año 2011, participó en Superstars, donde perdió casi todos sus combates, con luchadores como Chris Masters, John Morrison, Daniel Bryan, Zack Ryder, Santino Marella, entre otros. Sin embargo, el 27 de diciembre volvió a ser transferido a SmackDown, donde retomó su feudo con Theodore Long, perdiendo en su primera lucha ante Ezekiel Jackson.
Tras esto, Long amenazó con despedirlo si volvía a perder, siendo derrotado el 9 de enero por Santino Marella. El 13 de enero tuvo una tercera oportunidad de seguir en la empresa, pero volvió a ser derrotado, esta vez por Ted Dibiase. El 20 de enero en el episodio de SmackDown transmitido desde Las Vegas, justo cuando Teddy Long había decidido despedirlo definitivamente, Marella intervino proponiendo una última pelea, a la cual el GM de la marca azul accedió. Se enfrentó nuevamente a Marella, esta vez en un Blindfold Match, volviendo a ser derrotado. Luego obtuvo otra oportunidad para continuar en la empresa contra Sheamus la cual perdió.
En Royal Rumble fue derrotado por Brodus Clay. En SmackDown del 2 de marzo fue derrotado contra Justin Gabriel siendo derrotado y después Long lo despidió (Kayfabe). Sin embargo John Laurinaitis le dio una oportunidad de volver a la empresa si derrotaba a The Great Khali, pero David Otunga hizo un cambio y se enfrentó a Hornswoggle, a quien derrotó fácilmente y recuperó su puesto en SmackDown. En Wrestlemania XXVIII formó parte del equipo de John Laurinaitis derrotando al equipo de Theodore Long. Tras esto estuvo unas semanas de baja por una cirugía. En Night Of Champions participó en un Battle Royal por ser el aspirante #1 al Campeonato de los Estados Unidos, pero fue eliminado por Zack Ryder. 

#### 3MB (2012-2014)

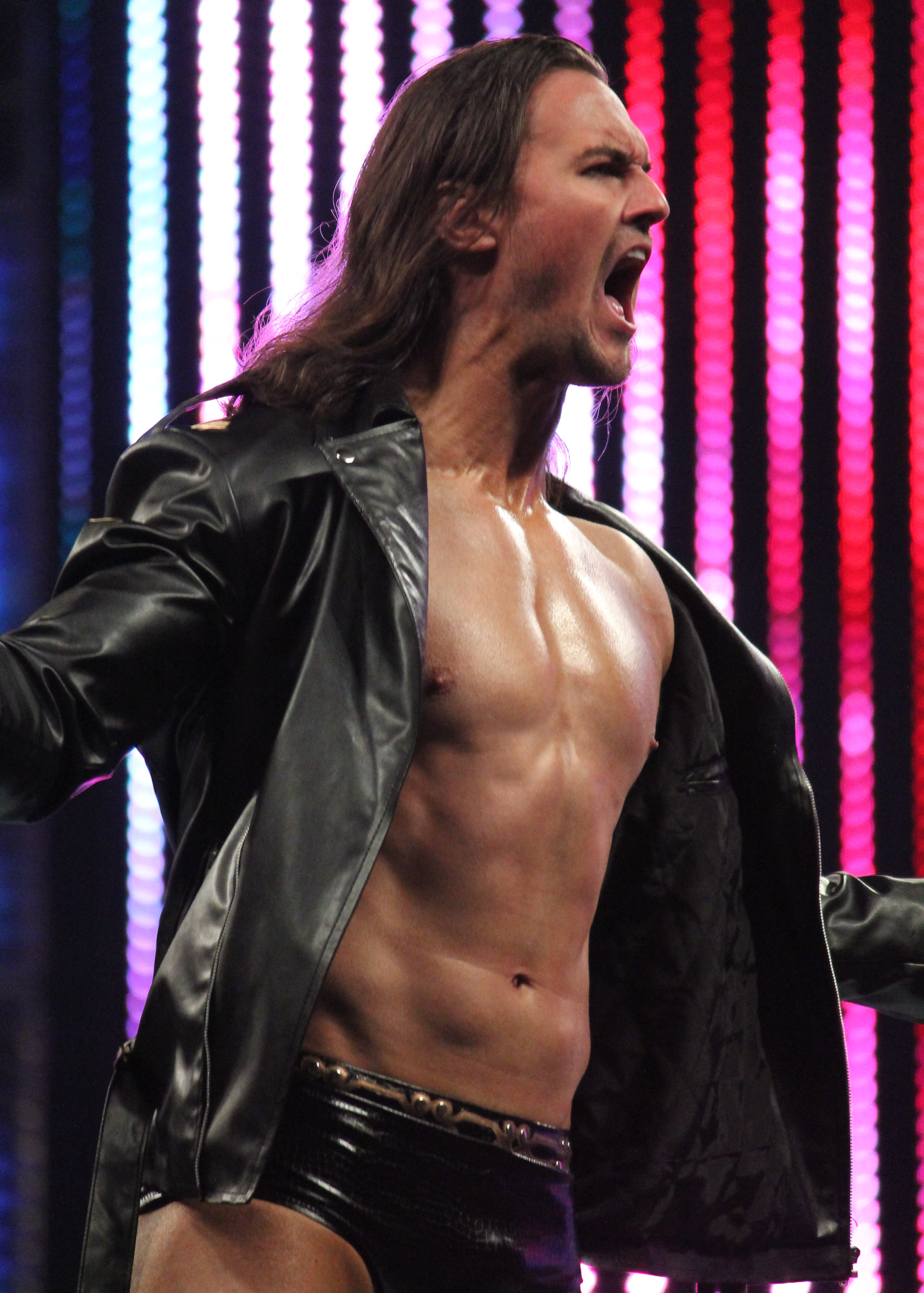
McIntyre, como miembro de 3MB.

El 21 de septiembre en SmackDown se alió con Heath Slater y Jinder Mahal atacando a Brodus Clay. Al unirse al trío, se dieron a conocer como Three Man Band (3MB), cambiando todos su gimmick al de una banda de rock y comenzaron un feudo con Santino Marella y Zack Ryder. Según Galloway, la idea fue de Vince McMahon, quien quería hacer una banda con Slater y les escogió a Mahal y a él. Sin embargo, tuvo una lesión de muñeca que necesitó cirugía, por lo que permaneció como mánager. A pesar de que el stable le dio ideas a McMahon, ninguna pudo hacerse debido a su lesión, por lo que dijo que el stable "ya estaba muerto".
En TLC 2012 apareció en un segmento MizTV junto a 3MB, insultando a los comentaristas en español, para posteriormente ser atacados por Alberto Del Rio y The Miz, más tarde en ese evento fueron derrotados por The Miz, Alberto Del Rio y The Brooklyn Brawler. El 31 de diciembre en RAW junto a Slater se enfrentó al Team Hell No! ( Kane y Daniel Bryan) por los Campeonatos por parejas, pero fueron derrotados.
McIntyre y Slater representaron a 3MB en el torneo para coronar a los inaugurales Campeones en Parejas de NXT, pero fueron derrotados en la primera ronda por Neville & Oliver Grey el 23 de enero en NXT. Participó en el Royal Rumble entrando de número 6 pero fue eliminado por Chris Jericho. El 11 de marzo en RAW sufrió una lesión provocada por Ryback y Mark Henry que lo aparto durante varios días. En la edición del 12 de abril de SmackDown, McIntyre junto con el resto de 3MB, intentaron emboscar a Triple H cuando este se estaba dirigiendo a Brock Lesnar, pero The Shield entonces salió y los atacó. El 15 de abril de Raw, 3MB llamó a The Shield, pero en cambio fue Brock Lesnar quien salió y atacó a los tres, aplicando el F-5 a Slater dos veces en la barricada. En el episodio del 29 de abril de Raw, 3MB atacó a The Shield, pero The Shield rápidamente dio vuelta a las tablas en ellos. Team Hell No entonces llegó al ring, aparentemente para ayudar a 3MB, pero The Shield escapó y Team Hell No atacó a 3MB en su lugar.
En los próximos meses el grupo continuó siendo utilizado sobre todo como jobbers, mientras hacían eso en los principales programas de televisión ellos tendrían un feudo con Zack Ryder en Superstars. En octubre, 3MB comenzó un feudo con Los Matadores (Diego y Fernando) teniendo varios combates semanales tanto en RAW como en Smackdown. 3MB volvió a la victoria en la edición del 13 de octubre en Main Event derrotando a Tons Of Funk (Tensai y Brodus Clay). 

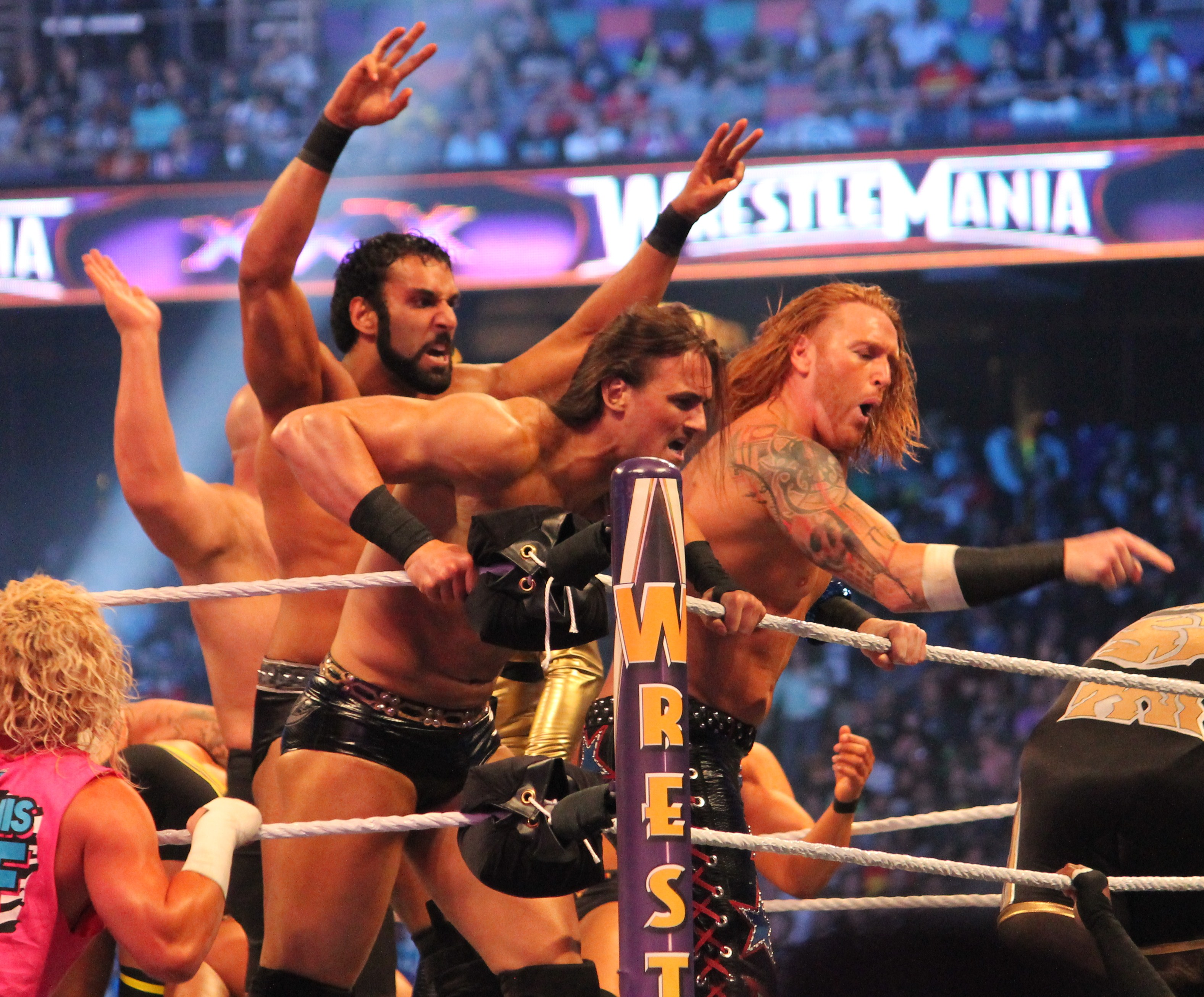
McIntyre junto a Heath Slater y Jinder Mahal en WrestleMania XXX en abril de 2014.

En el episodio del 11 de noviembre, mientras estaban en gira en el Reino Unido, 3MB cambió su nombre a The Union Jacks, pero fueron derrotados por Santino Marella y Los Matadores. En la edición del 13 de noviembre de Main Event, Slater y McIntyre derrotaron a The Prime Time Players. En el episodio del 15 de noviembre de Smackdown, The Union Jacks fueron derrotados por R-Truth y The Prime Time Players. 
En la edición de Raw el 18 de noviembre, 3MB compitió como The Rhinestone Cowboys en el cual McIntyre y Mahal perdieron ante R-Truth y el debutante Xavier Woods en Nashville. Asimismo, esta tendencia de cambiar de nombre continuó acarreando pérdidas al grupo como también perdieron ante The Prime Time Players en SmackDown, como The Fabulous 3Birds, que era un juego de palabras con el nombre del legendario equipo en parejas, The Fabulous Freebirds. 
En el episodio del 29 de noviembre de SmackDown, ellos fueron anunciados como The Plymouth Rockers, un juego de palabras con The Rockers, incluso saliendo con la música de entrada de The Rockers y enfrentado a Los Matadores, junto con su mascota, El Torito, pero siendo derrotados.
El 6 de enero se enfrentaron a Too Cool y Rikishi, perdiendo el combate. En WrestleMania 30, los tres miembros entraron en el André the Giant Memorial Battle Royal y eliminaron a The Great Khali, Zack Ryder y a Xavier Woods los tres juntos, antes de los tres fueron eliminados por Mark Henry. El 15 de abril de 2014 en Main Event, se unió al grupo Hornswoggle que estaba reemplazando ese día a Heath Slater, contra El Torito. A la siguiente semana en RAW, ya con el regreso de Slater, Hornswoggle se convirtió en la mascota oficial de 3MB, en su rivalidad contra Los Matadores. 3MB ganó su primera lucha desde diciembre de 2012 después de que Slater y McIntyre vencieron a Los Matadores en la edición del 28 de abril de Raw. En Extreme Rules y en Payback, 3MB acompañó a Hornswoggle a sus luchas contra El Torito. El 10 de junio (transmitido el 12 de junio) en Smackdown hizo su última aparición en la WWE junto con 3MB atacando a Roman Reigns, quien tomó represalias tras atacarlos. El 12 de junio de 2014, Galloway, junto a Jinder Mahal, y otros 11 luchadores fueron liberados de su contrato con la WWE, disolviendo el equipo 3MB.

### Circuito Independiente (2014)
Galloway hizo su debut en EVOLVE 31 derrotando a Chris Hero ganando el Campeonato de EVOLVE.

### Total Nonstop Action Wrestling (2015-2017)
El 16 de febrero de 2015, TNA saco un vídeo anunciando su debut en televisión. En la edición de Impact del 1 de mayo derrotó a Low Ki en una In a Pipe on a Pole Match. El 26 de enero del 2016 participó en la lucha Feast Or Fired, para obtener uno de los 4 maletines, que resultó ser el que le daba una oportunidad por el Campeonato Mundial de TNA. El 9 de febrero Drew venció a Kurt Angle por rendición, en la que fue la primera lucha de despedida de Angle. 
El 15 de marzo es coronado Campeón Mundial Peso Pesado de TNA, canjeando su maletín de "Feast or Fired" para meterse en la triple amenaza entre Ethan Carter III, Jeff Hardy y el campeón Matt Hardy. Tras Ganar el título iniciaría un nuevo Feudo con Lashley quien lo derrotó en Slammiversary por el Campeón Mundial Peso Pesado de TNA, tras esto comenzó nuevamente un feudo con Ethan Carter III, siendo pactada una pelea callejera para Destination X la cual no se llevó a cabo debido a que terminaron siendo separados por los miembros de la seguridad de Impact. 

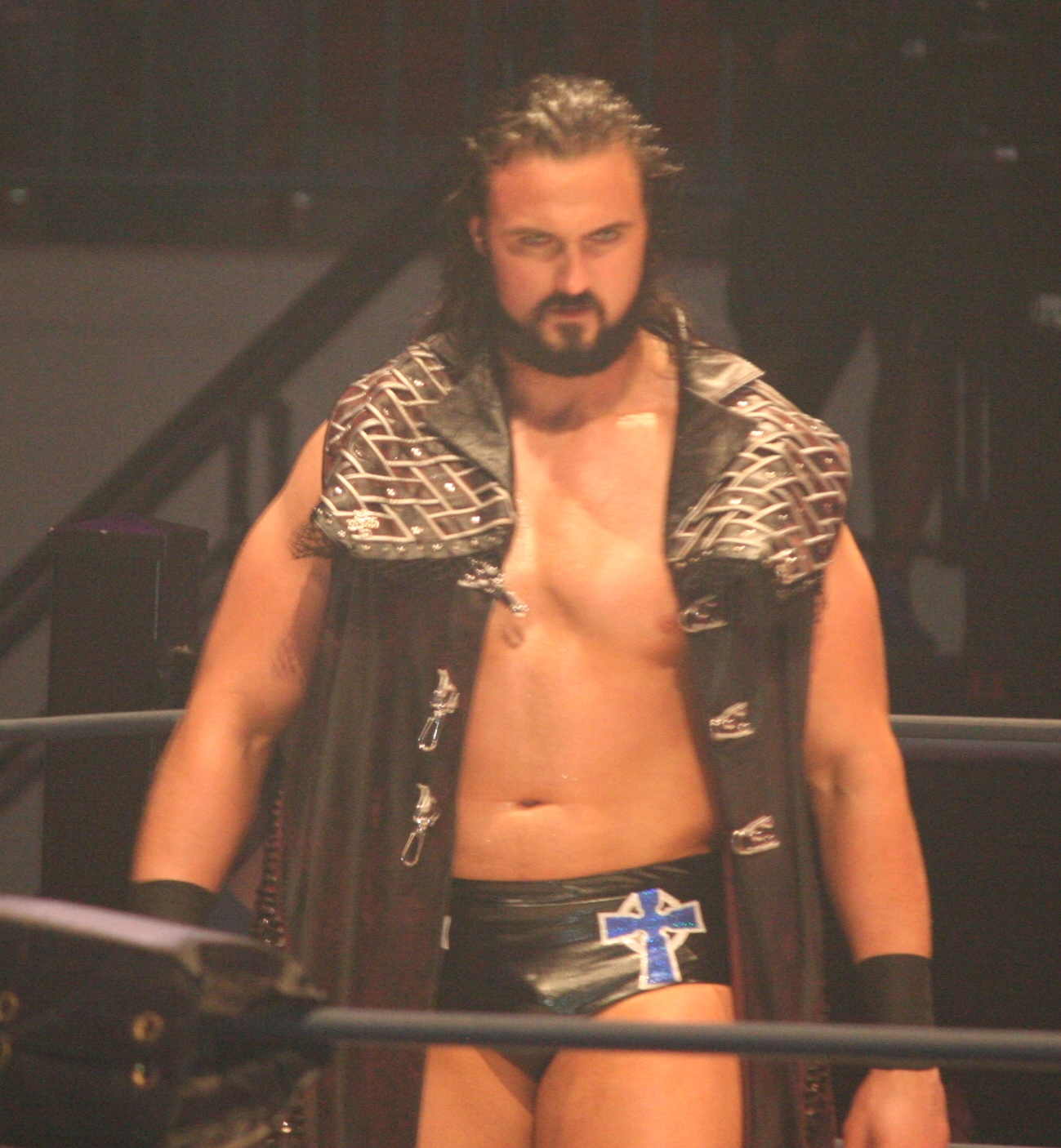
Galloway en Bound for Glory, octubre de 2015.

Tras la victoria de Ethan Carter III en las eliminatorias de Bound for Glory, Galloway intentaría hacer fracasar a EC3 fallando en todos sus intentos. El feudo entre ellos concluyó en Turning Point, en un combate donde el ganador estaría en el evento Principal de Bound for Glory donde se haría la participación de Aron Rex como referí especial, siendo derrotado por Ethan Carter III. Galloway queda en el ring y Aron se le acerca para darle la mano en señal de respeto. Galloway, enfadado por la derrota, ataca ferozmente a Rex en el ring para después golpearle contra el poste y el borde del ring, lo que lo hizo cambiar a heel. Luego de unas semanas se informó que estaría fuera de Impact luego de lesionarse en el torneo por el TNA Grand Slam Championship, siendo reemplazado por Eddie Edwards. 
Galloway regresó para las grabaciones de enero confrontando a Moose y ganándole el TNA Grand Slam Championship. En las grabaciones de marzo perdería el título frente a Moose siendo este su último combate en la empresa mostrando actitudes de face. Galloway anunció su salida de Impact! mediante su Twitter personal luego de varios meses de negociación.

### Regreso a WWE

#### NXT (2017-2018)
El 1 de abril de 2017, Galloway, una vez más catalogado como Drew McIntyre, apareció en la primera fila de NXT TakeOver: Orlando. 
Más tarde, en una entrevista exclusiva con ESPN, se confirmó que había vuelto a firmar con WWE después de cuatro años, y se presentaría en su territorio de desarrollo en WWE NXT. En el episodio del 12 de abril de NXT, McIntyre hizo su debut en NXT como face, mostrando una apariencia más musculosa y con nueva música de entrada y demostraciones de modales que había desarrollado en el circuito independiente, donde derrotó a Oney Lorcan. En la edición del 19 de julio de NXT, McIntyre derrotó a Killian Dain para convertirse en el retador número uno por el Campeonato de NXT, ganando el derecho de desafiar a Bobby Roode en NXT TakeOver: Brooklyn III.
En NXT TakeOver: Brooklyn III, McIntyre derrotó a Roode para ganar el Campeonato de NXT, convirtiéndose en la primera superestrella que había estado anteriormente en el roster principal en ganar el Campeonato y el primer escocés en hacerlo. Después de la lucha, McIntyre fue atacado por Bobby Fish, Kyle O'Reilly y el debutante Adam Cole. El 5 de octubre en NXT, tuvo su primera defensa del título contra Roderick Strong donde retuvo el título. Durante las próximas semanas, McIntyre comenzó una rivalidad con Andrade "Cien" Almas que llevó a que el gerente general de NXT William Regal programara una lucha por el Campeonato en NXT TakeOver: WarGames. 
La noche antes de NXT TakeOver: WarGames, McIntyre defendió exitosamente su Campeonato contra Adam Cole con Shawn Michaels como árbitro invitado en un evento en vivo en San Antonio, Texas, continuando su feudo. La defensa del título se emitió en WWE Network el 3 de enero de 2018. El 18 de noviembre, McIntyre perdió el Campeonato de NXT ante Andrade "Cien" Almas en NXT Takeover: WarGames, marcando su primera derrota en NXT. Después de la lucha, se reveló que McIntyre sufrió una lesión en los bíceps al final de la lucha, dejándolo inactivo cuatro meses.

#### Alianza con Dolph Ziggler (2018-2019)
El 16 de abril, durante el WWE Superstar Shake-up 2018, McIntyre regresó de su lesión en Raw, atacando a Titus Worldwide (Titus O'Neil y Apollo Crews) y se alió con Dolph Ziggler, cambiando a heel nuevamente desde abril de 2017. La semana siguiente, McIntyre y Ziggler derrotaron a Titus Worldwide. En el episodio de Raw del 18 de junio, McIntyre ayudó a Ziggler a ganar el Campeonato Intercontinental de Seth Rollins. La semana siguiente en Raw, Rollins derrotó a Dolph Ziggler por descalificación en una revancha por el Campeonato luego de la interferencia de McIntyre, lo que le permitió a Ziggler retener el título. Después de la lucha, Roman Reigns fue a ayudar a Rollins a defenderse de Ziggler y McIntyre. Con Rollins listo para desafiar a Ziggler por el Campeonato Intercontinental en Extreme Rules en un Iron Man Match, McIntyre se enfrentó a Rollins en el episodio del 9 de julio de Raw para determinar si se le permitiría estar en el ringside, donde McIntyre fue victorioso. En el evento, la lucha entró en el tiempo extra de muerte súbita, y McIntyre distrajo a Rollins, permitiendo que Ziggler retuviera. Debido a que McIntyre ayudaba a Ziggler a retener su campeonato, Dean Ambrose regresó luego de estar ausente por una lesión y decidió ayudar a Rollins para igualar las probabilidades. En SummerSlam, McIntyre interfirió a favor de Ziggler, pero Ambrose impidió que lo ayudará, lo que ocasionó que Ziggler perdiera el Intercontinental Championship ante Rollins.
En el episodio del 27 de agosto de Raw, McIntyre y Ziggler compitieron contra Roman Reigns y Braun Strowman en una lucha de equipos, durante el cual Strowman atacó a Reigns y se unió a McIntyre y Ziggler en su ataque a The Shield (Dean Ambrose y Seth Rollins) cuando llegaron a ayudar a Reigns. En el episodio de Raw del 3 de septiembre, McIntyre y Ziggler atacaron The Revival (Dash Wilder y Scott Dawson) detrás del escenario antes de su lucha por los Campeonatos en Pareja de Raw contra The B-Team (Bo Dallas y Curtis Axel) y los reemplazaron en la lucha donde McIntyre y Ziggler derrotaron a The B-Team y ganaron los Campeonatos en Pareja de Raw. McIntyre y Ziggler defendieron exitosamente los títulos contra Rollins y Ambrose en Hell in a Cell. McIntyre, Ziggler y Strowman, conocidos como Dogs Of War, se enfrentaron a The Shield en un Six-Man Tag Team Match en WWE Super Show-Down donde fueron derrotados. En el episodio del 8 de octubre, Dogs Of War derrotaron a The Shield en una lucha de revancha, luego de que McIntyre cubriera a Ambrose. Sin embargo, durante las semanas anteriores surgieron tensiones entre McIntyre, Ziggler y Strowman, lo que ocasionó que una mala comunicación entre los 3 hombres, los llevara a la derrota en un combate de revancha contra The Shield en el episodio del 15 de octubre en Raw. Acabado el combate, Strowman se volvió face y atacó a Ziggler con un Running Powerslam antes de que McIntyre le atacara con un Claymore Kick. En el episodio del 22 de octubre de Raw, McIntyre y Ziggler perdieron los Campeonato en Pareja de Raw contra Ambrose y Rollins, debido a la interferencia de Braun Strowman. 
En el episodio del 5 de noviembre de Raw, McIntyre derrotó al gerente general de Raw, Kurt Angle, haciéndolo rendirse con su propia llave: Ankle Lock. Más tarde esa noche, McIntyre también atacó a Finn Bálor después de que aparentemente acudió en su ayuda contra Bobby Lashley. En Survivor Series, McIntyre participó en la lucha tradicional de eliminación por equipos de 5 contra 5 contra el Team SmackDown,en la cual eliminó a Samoa Joe con un Claymore Kick. Al final él, Lashley y Strowman fueron los únicos sobrevivientes de Team Raw. La noche siguiente en Raw, McIntyre se asoció con Lashley y Baron Corbin en una lucha por equipos contra Braun Strowman, Finn Bálor y Elias que terminó después de que McIntyre atacara a Strowman con una silla. El trío continuó su alianza la semana siguiente con McIntyre y Lashley derrotando a Finn Bálor y Elias en sus respectivas luchas.
En el episodio del 3 de diciembre de Raw, McIntyre terminó su asociación con Dolph Ziggler después de insultarlo, diciendo que solo lo estaba usando para hacer una declaración, la cual consistía en que Ziggler cumpliera su función de llevar a McIntyre a la cima (en un rol de posición prominente), lo que provocó que Ziggler interrumpiera y luego lo atacara, empezando un pequeño feudo y que los llevó a una lucha improvisada entre los dos, en la cual Ziggler venció a McIntyre tras la interferencia de Finn Bálor, lo que causó a McIntyre su primera derrota por pinfall desde su regreso al roster principal. La semana siguiente McIntyre derrotó a Ziggler en una revancha. El 16 de diciembre en TLC, Bálor derrotó a McIntyre debido a la interferencia de Ziggler. En el episodio del 24 de diciembre en Raw, McIntyre anunció que participará en el Royal Rumble 2019. Este será su primera lucha en Royal Rumble desde 2013. En la misma noche, perdió de nuevo contra Bálor en un Triple Threat Match que también involucró a Ziggler. El 31 de diciembre en Raw, McIntyre derrotó a Ziggler en un Steel Cage Match. Después de la lucha, McIntyre atacó a Ziggler con una silla de acero para terminar el feudo.
En el episodio de Raw del 14 de enero de 2019, McIntyre no logró ganar una lucha fatal de 4 esquinas que también involucró a John Cena, Baron Corbin y Finn Bálor para determinar al contendiente número uno para el Campeonato Universal, luego de que Bálor cubriera a Cena. McIntyre participó en el Royal Rumble Match el 27 de enero, sin embargo fue eliminado por Dolph Ziggler.
Antes del evento Fastlane, McIntyre volvió a entrar en su rivalidad con The Shield. Después de derrotar a Dean Ambrose en episodios consecutivos de Raw, Roman Reigns regresó de su enfermedad para reformar el grupo. En Fastlane 2019, McIntyre, Baron Corbin y Bobby Lashley perdieron ante The Shield. La noche siguiente en Raw, McIntyre atacó brutalmente a Roman Reigns antes de su lucha programada con Baron Corbin, iniciando un feudo entre ellos. Esto condujo a un Falls Count Anywhere Match con Dean Ambrose más tarde esa noche, que McIntyre ganó. En el episodio de Raw del 18 de marzo, McIntyre desafió a Roman Reigns a una lucha individual en WrestleMania, antes de derrotar a Seth Rollins en el evento principal. La semana siguiente, el 25 de marzo, Reigns aceptó el desafío de McIntyre y los dos comenzaron a pelearse. McIntyre finalmente tomó la delantera y derribó a Reigns con un Claymore. Más tarde esa noche, McIntyre derrotó a Dean Ambrose en un Last Man Standing Match. En WrestleMania 35 perdió ante Roman Reigns. 
Tres semanas después, McIntyre interrumpió a Reigns y exigió una revancha por lo sucedido en WrestleMania y este aceptó. En su lucha, Reigns derrotó a McIntyre por descalificación, tras la interferencia de Elías y Shane McMahon. Después de WrestleMania, tanto McIntyre como Elías se aliaron con Shane McMahon. En el episodio del 29 de abril, McIntyre fue anunciado como participante para el evento Money In The Bank. Una semana después, Mcintyre se asoció con Corbin para enfrentarse ante Ricochet y Braun Strowman en un Tag Team Match, pero fueron derrotados. McIntyre estuvo involucrado en un Triple Threat Match para determinar al contendiente #1 del Universal Championship de Seth Rollins en el evento principal de esa noche, pero fue derrotado por Corbin, quien cubrió a The Miz para avanzar en la final, la cual fue ganada por AJ Styles. En el evento, el ganador fue Brock Lesnar.
En Super Show-Down, Shane derrotó a Reigns gracias a un Claymore de McIntyre, mientras el árbitro estaba inconsciente. Un mes después, otra lucha entre Reigns y McIntyre fue pactada para Stomping Grounds, donde Reigns derrotó a McIntyre a pesar de la intervención de McMahon. En Extreme Rules, McIntyre y Shane perdieron ante Reigns y The Undertaker en un No Holds Barred Match a pesar de una interferencia de Elias, finalizando de esa manera su feudo con Reigns.
Después de Extreme Rules, McIntyre participó en el torneo del King of the Ring junto a otros luchadores, pero fue eliminado por Ricochet en la primera ronda. Decidió ausentarse unas semanas y permaneció en Raw debido al Draft que se llevó a cabo el 4 de octubre, separándose silenciosamente de su asociación con Shane McMahon. Regresó compitiendo individualmente una semana antes del evento Crown Jewel, donde formaría parte del Team Flair como el último candidato para su equipo y derrotar a Ricochet en una lucha de revancha. En el evento, el Team Flair (Randy Orton, Bobby Lashley, Shinsuke Nakamura, King Corbin & Drew McIntyre) fue derrotado por el Team Hogan (Roman Reigns, Rusev, Ricochet, Mustafá Alí y Shorty Gable) debido a que Orton fue cubierto por Reigns. 
Más adelante, se supo que fue incluido en el Team Raw junto a Kevin Owens, Ricochet, Randy Orton y el capitán Seth Rollins para enfrentarse al Team SmackDown y al Team NXT en la lucha tradicional de Survivor Series. Fue parte de los luchadores que invadieron NXT y SmackDown. En Survivor Series, McIntyre eliminó a WALTER de Team NXT y junto con Keith Lee eliminaron a Braun Strowman del Team SmackDown por cuenta fuera, pero fue el penúltimo eliminado por Roman Reigns, por lo que el Team Raw perdió el combate. 
Después de esto, estuvo entre el "Town Hall" de Seth Rollins, quien comenzó a señalar y culpar a los luchadores y las luchadoras por ser la causa de su derrota en el Survivor Series, excepto la victoria de los Viking Raiders. Todos, incluyendo a Orton, McIntyre, Charlotte Flair y Mysterio,lo dejaron solo, menos Owens quien atacó a Rollins con un Stunner para finalizar el segmento. En la semana siguiente, McIntyre no pudo convertirse en el contendiente #1 al U.S Championship de AJ Styles en un Fatal 4-Way Match que involucró a Ricochet, Randy Orton y Rey Mysterio, siendo ganada la lucha por Mysterio.
Antes de finalizar el año 2019, McIntyre comenzó una racha de victorias ante oponentes como Akira Tozawa, Matt Hardy, Curt Hawkins, Zack Ryder y otros jobbers, cambiando a tweener. Durante una de sus apariciones, McIntyre anunció que participaría en el Royal Rumble Match para buscar una oportunidad titular.

#### Campeón de WWE (2020-2021)
McIntyre cambió a face desde enero de 2020, cuando comenzó a ganarse poco a poco el apoyo del público y teniendo algunos combates muy rápidos, ya que se esa misma noche, derrotó a No Way José y también a AJ Styles y Randy Orton en una Triple Threat Match en la semana siguiente. Durante un combate entre él y Orton, The O.C interfirió, lo que causó que el combate quedará sin resultado, pero después de la lucha le ejecutó a Anderson un Claymore y Gallows recibió un silletazo en la espalda por parte de Orton, antes de que el mismo Orton le aplicará un RKO.
En Royal Rumble, participó como el #16, donde eliminó a 6 luchadores entre ellos Brock Lesnar, Seth Rollins y Roman Reigns. Al eliminar finalmente a Reigns, se convirtió en el primer escocés en ganar dicho Royal Rumble y obteniendo así una oportunidad titular en el evento principal de WrestleMania. En el episodio del 27 de enero, oficializó su reto hacia Brock Lesnar por el WWE Championship, consolidando así su cambio a face. Posteriormente fue confrontado por The O.C. (Luke Gallows & Karl Anderson), a los cuales McIntyre derrotó en un 2-on-1 Handicap Match. Luego de la lucha fue atacado sorpresivamente por Lesnar, empezando entre ellos un feudo. 
En el episodio del 3 de febrero, derrotó al Campeón 24/7 Mojo Rawley en menos de tres segundos. En el episodio del 10 de febrero, fue el invitado especial en un segmento con M.V.P, quién prestaba sus servicios como mánager para ayudarlo en su combate contra Brock Lesnar, pero rechazó la oferta, aplicando un Claymore. Esto estableció una lucha entre ellos en el episodio del 17 de febrero, donde salió victorioso. En la siguiente semana derrotó a Erick Rowan.
Después de que McIntyre atacara a Lesnar durante una confrontación en el episodio del 2 de marzo, fue entrevistado durante las siguientes semanas sobre sus aspiraciones a ser campeón mundial de WWE. McIntyre afirmó que desde su debut al roster principal lo motivaría a tener una gran carrera como luchador tras ganar el Campeonato Intercontinental y los Campeonatos en Parejas, pero cuando comenzó a tener una racha de derrotas y ser utilizado como jobber durante los siguientes años, decidió irse para conocer otras empresas como ICW e Impact!, donde ganó mucha popularidad y desde que regresó a WWE declaró que conseguiría ganar el campeonato ante Brock Lesnar en WrestleMania 36.
El 5 de abril  (transmitido el 26 de marzo) en WrestleMania 36, McIntyre derrotó a Brock Lesnar en cinco minutos, siendo esta la lucha más corta de duración de un WrestleMania, finalizando su feudo con Lesnar (con lo cual se convirtió en el primer luchador de Escocia en ganar el Campeonato de la WWE ) y esa misma noche, defendió por primera vez con éxito su título ante Big Show, tras una Claymore. En el episodio del 13 de abril, hizo una promo que fue interrumpida por el campeón de los Estados Unidos Andrade y su mánager Zelina Vega desafiando a un Champion vs Champion Match, en el cual salió victorioso, pero después fue atacado por Angel Garza que estaba fuera del ring y Seth Rollins, quien le ejecutó un Curb Stomp, declarando sus intenciones de enfrentarse a McIntyre por el Campeonato de la WWE, empezando un breve feudo con él.
En el episodio del 20 de abril, hizo una promo hablando sobre lo ocurrido la semana pasada con Seth Rollins y le propuso a Rollins una oportunidad por el WWE Championship, lo cual Rollins aceptó, pactando así una lucha titular en Money in the Bank entre McIntyre y Rollins. Posteriormente al final de la noche se enfrentó a Ángel Garza,quien lo había atacado la semana pasada, saliendo victorioso. En Money In The Bank, retuvo exitosamente su título ante Rollins y le ofreció la mano en señal de respeto, dando por terminado su pequeño feudo entre ambos.
En el Raw posterior al Money In The Bank, derrotó a Andrade en un Champion vs Champion sin los títulos en juego. Luego de finalizar sus cortos feudos contra Andrade y Angel Garza, McIntyre comenzaría un feudo dominante con Bobby Lashley, quien se convirtió en el aliado de MVP, afirmando que a Lashley nunca le daban oportunidades titulares, y además exigía una oportunidad por el Campeonato de la WWE, a lo que McIntyre aceptó para una lucha en Backlash. Durante el paso de la rivalidad, McIntyre derrotó a King Corbin (quien hizo una aparición especial en Raw) en una lucha no titular y a MVP en la semana siguiente. En Backlash, McIntyre retuvo su título ante Lashley, debido a la interferencia de Lana. En la revancha, McIntyre junto a R-Truth, derrotaron a Lashley y a M.V.P en un Winner Takes All Match para terminar el feudo. 
En el episodio del 22 de junio, McIntyre hablaba sobre su defensa titular hasta que fue interrumpido por su antiguo compañero de equipo, Dolph Ziggler, quien fue transferido a Raw junto a Robert Roode, reanudando el feudo. Ziggler lo confrontó y le retó exigiendo que quería enfrentarse a él por su título. McIntyre, sabiendo que necesitaba un retador al campeonato, aceptó el trato y se pactó un combate entre ellos en Extreme Rules, y Ziggler escogería una estipulación para su combate en Extreme Rules, eligiendo un Extreme Rules Match. En el evento, McIntyre retuvo su título. En el Raw posterior al evento de Extreme Rules, McIntyre dijo que cerró el capítulo final de su rivalidad con Dolph Ziggler, pero antes de eso, Ziggler le interrumpió diciendo que quería una revancha por el WWE Championship, a lo cual McIntyre se negó, pero aceptó a cambio de que él mismo escogiera la estipulación, a lo que Ziggler estuvo de acuerdo. Sin embargo, la lucha pasó a ser un combate no titular. En el episodio del 27 de julio, derrotó a Ziggler en un Extreme Rules Match para ponerle punto final a su feudo.
Tras acabar el feudo contra Ziggler, McIntyre fue atacado por Randy Orton, quien aceptó el reto para enfrentarse contra él en el evento, comenzando un nuevo feudo entre ellos. Durante las siguientes semanas, Orton atacaba sin piedad a Big Show, Ric Flair (mentor de Orton) o Shawn Michaels, lo cual llamó la atención de McIntyre que no tuvo reparo en salir en defensa de ellos. En SummerSlam, McIntyre retuvo su campeonato tras cubrirlo con un Backslide Pin. El lunes siguiente, McIntyre apareció para comentar su combate contra Orton y terminó su discurso alzando su título por su defensa titular. Mientras se retiraba fue atacado por Orton y tras una pelea que terminó en la "Gorilla Position", recibió 3 Running Punt Kick, dejándolo inconsciente durante 2 semanas. Después de que estuviera ausente durante dos semanas y a pesar de no recibir la autorización médica, McIntyre regresó conduciendo una ambulancia y se vengó de Orton (quien ganó una oportunidad titular tras vencer a Seth Rollins y Keith Lee en una Triple Threat Match), aplicando tres Claymores Kick (la primera en un segmento, la segunda en un combate contra Keith Lee, quien ganó por descalificación, y la tercera tras bastidores en el backstage) lo que despertó su ira como The Scottish Psychopath. Se confirmó entonces que McIntyre defenderá su WWE Championship ante Orton para Clash Of Champions en un Ambulance Match, en el cual retuvo exitosamente el título gracias a las intervenciones de Shawn Michaels, Ric Flair, Big Show y Christian (quienes atacaron a Orton en venganza por dejarlos fuera de acción meses antes). En el siguiente Raw, derrotó a Robert Roode en un reto abierto por el WWE Championship. En el episodio del 5 de octubre en Raw, McIntyre aceptó un combate contra Orton, quien exigió una oportunidad más por el WWE Championship, la cual se convertiría en una Hell In A Cell Match en Hell In A Cell. Más tarde esa noche, junto a los Street Profits (Montez Ford & Angelo Dawkins) fueron derrotados por Orton, Dolph Ziggler y Robert Roode en un Six-Man Tag Team Match, luego de que Orton cubriera a McIntyre con un RKO, lo cual marcó su primera derrota individual desde Survivor Series 2019 y terminando con su invicto de show semanales y eventos pay-per-view de once meses. En el episodio del 9 de octubre en Friday Night SmackDown en el Draft 2020, McIntyre fue escogido en la ronda #1 como la primera selección en Raw, permaneciendo en la marca roja junto con su campeonato y manteniendo su feudo con Orton en el proceso. Debido a los ataques que intercambiaron ambos durante semanas, McIntyre se enfrentó contra Orton en el Hell In A Cell Match (el cual sería el primer combate para el escocés en una celda infernal) en el evento principal de Hell in a Cell, donde perdió el título a manos de Orton, terminando con su reinado a los 203 días después de nueve excelentes defensas por el campeonato.
Después de esto, McIntyre realizó una promo, prometiendo que volvería a ganar una oportunidad titular y hacer efectiva su cláusula de revancha por el campeonato, pero The Miz y John Morrison lo interrumpieron para burlarse de él en vez de felicitarlo por su reinado. En respuesta, McIntyre los atacó y se pactó un combate entre The Miz y él esa misma noche, saliendo victorioso tras cubrirlo con una Claymore. En la siguiente semana, atacó a Orton luego de que se distrajera con la música de entrada de The Fiend e impidió el canjeo del maletín Money In The Bank del Miz, venciendo tanto a The Miz como a Morrison en un 2-on-1 Handicap Match en esa misma noche. En el episodio del 9 de noviembre, McIntyre hizo equipo con The New Day (Kofi Kingston & Xavier Woods) para enfrentarse ante Orton, Miz y Morrison en un Six-Man Tag Team Match, saliendo victoriosos luego de que McIntyre cubriera a Morrison (esto debido a que Orton no participó durante la lucha). El 13 de noviembre hizo una aparición especial en SmackDown donde confrontó al WWE Universal Champion Roman Reigns para enfrentarse ante él en Survivor Series, a pesar de ser ex-campeón de la WWE. Sin embargo, fue retado por Jey Uso a un Unsanctioned Match en el evento principal de esa misma noche, en el cual McIntyre salió victorioso. Tras terminar el combate, se vio las caras con Reigns para prometer que se convertiría en campeón mundial en la semana siguiente, aceptando Reigns el reto. En el episodio del 16 de noviembre en Raw, McIntyre recibió una caja misteriosa por parte de Sheamus (la cual contenía el traje que debutó en un episodio de SmackDown del 2007, además de la espada que llevaba el nombre de su finisher: Claymore). Esa misma noche, se enfrentó contra Orton en un combate de revancha por el WWE Championship en juego, en donde originalmente McIntyre ganó por descalificación debido a que Orton le atacó con una silla, lo cual no le permitió ganar el título. Sin embargo, el agente Adam Pearce, cambió las reglas del combate a un No Disqualification Match, donde salió victorioso tras cubrir a Orton y ganando por segunda vez el campeonato, lo que dio como resultado que reemplazará a Randy Orton en Survivor Series, finalizando tanto su rivalidad como su feudo en el proceso. En Friday Night SmackDown del episodio del 20 de noviembre, McIntyre y Reigns firmaron el contrato de su combate oficial no titular en Survivor Series. Una noche después, fue derrotado por sumisión ante Reigns en un Champion vs. Champion Match en el evento principal del Survivor Series. Desde ese momento, fue llamado como Scottish Warrior (el guerrero escocés). 
Después de declarar que vencería a Roman Reigns en un futuro, McIntyre hizo equipo con Sheamus para enfrentarse ante The Miz y John Morrison en un Tag Team Match, ganando por descalificación debido a una interferencia de AJ Styles (quien ganó una oportunidad titular al WWE Championship para TLC en un Triple Threat Match que involucró a Riddle y Keith Lee en el episodio del 30 de noviembre) seguido de un ataque previo al combate y en un intento de canje del maletín de The Miz (con quien paralelamente tendría un feudo). En el episodio del 7 de diciembre, McIntyre defendió a Sheamus (ya que este se negó a ayudar a The Miz a canjear el maletín Money In The Bank) y confrontó a The Miz, Morrison y Styles,empezando un feudo con él y por lo que esa misma noche junto a Sheamus se enfrentaron en un 2-on-3 Handicap Match, pero fueron derrotados luego de que Sheamus atacara accidentalmente a McIntyre con un Brogue Kick y que Styles lo cubriera. Luego de una confrontación entre ambos que llevó a una pelea tras bastidores, estos dejaron de lado sus diferencias y se disculparon. En TLC: Tables, Ladders & Chairs, derrotó a Styles y The Miz (John Morrison hizo efectivo el maletín, pasando el combate a ser un Triple Threat Match)  en un Tables, Ladders & Chairs Match para retener el campeonato. En el episodio del 21 de diciembre, McIntyre terminó su rivalidad con Styles luego de derrotarlo en un Six-Man Tag Team Match dentro de un Holiday Street Fight Match cuando hizo equipo con Sheamus y Keith Lee contra Styles, Miz y Morrison, saliendo victoriosos. Dos noches después en los WWE Slammy Awards, McIntyre recibió los premios del luchador masculino y mejor superestrella del año, siendo estos sus dos primeros trofeos en general.
En el episodio del 4 de enero llamado "Raw Legend's Night", McIntyre se enfrentó contra Keith Lee (quien derrotó a Sheamus en el episodio del 28 de diciembre para obtener una oportunidad titular por el Campeonato de la WWE), donde salió victorioso en el evento principal de esa misma noche. Después de su victoria titular fue interrumpido por el Miembro del Salón de la Fama y ex-campeón mundial Goldberg, quien hizo una aparición sorpresa para retar a McIntyre por el título de la WWE. En el episodio del 11 de enero, McIntyre estaba programado para enfrentarse ante Randy Orton en una lucha no titular, pero el combate se canceló debido a que dio positivo por Covid-19 y fue puesto en aislamiento ese mismo día por la WWE. Esa misma noche, en vía satélite aceptó el reto de Goldberg de enfrentarse por su WWE Championship en Royal Rumble. La semana siguiente, McIntyre anunció que se había recuperado y además estuvo autorizado para competir en el evento dedicado a la WWE India, Superstar Spectacule. En ese evento, McIntyre hizo equipo con Indus Sher (Rinku Singh y Saurav Gurjar) para enfrentarse ante Jinder Mahal y The Bollywoods Boys en un Six-Man Tag Team Match, saliendo victoriosos. Cuatro noches después en Royal Rumble, McIntyre hizo su defensa titular del WWE Championship contra Goldberg, en la cual salió victorioso. Después de la lucha, Goldberg le felicitó diciendo: "pasaste la prueba" y se abrazaron en señal de respeto.
En el episodio del 1 de febrero, luego de que McIntyre felicitará a Edge por su victoria en Royal Rumble, fue atacado a traición por Sheamus con una Brogue Kick, quien más tarde declaró haber fingido ser amigo de McIntyre durante veinte años y quería una oportunidad por su campeonato. Más tarde esa misma noche tras bastidores, McIntyre aceptó su reto, empezando un corto feudo entre ellos. En el episodio del 8 de febrero, Shane McMahon y Adam Pearce anunciaron que McIntyre pusiera en juego su WWE Championship ante AJ Styles, Randy Orton, The Miz, Jeff Hardy y Sheamus dentro de una Elimination Chamber Match en Elimination Chamber, lo cual se hizo oficial más tarde. Esa misma noche, se enfrentó ante su antiguo rival Randy Orton en un combate no titular, pero perdió por descalificación debido a que Sheamus (quien estaba en ringside) atacara a Orton, por lo que McIntyre le devolvió el favor atacándole con un Claymore. En el episodio del 15 de febrero, McIntyre compitió en un Gauntlet Match para determinar la última entrada del Elimination Chamber Match en Elimination Chamber, en la cual derrotó a AJ Styles, Jeff Hardy y Randy Orton (por cuenta fuera) antes de que fuera derrotado por Sheamus, quien ganó el combate. En el evento eliminó a Jeff Hardy y AJ Styles, consiguiendo retener con éxito su campeonato. Sin embargo, fue atacado por Bobby Lashley después del combate, lo cual fue aprovechado por The Miz para canjear el maletín de Money In The Bank, perdiendo el campeonato y finalizando su segundo reinado a los 97 días. Después de esto, McIntyre no apareció en el episodio del 22 de febrero en Raw por motivos personales.
McIntyre hizo su aparición en el episodio del 1 de marzo, aclarando que volverá a estelarizar WrestleMania 37 y ganaría una oportunidad para recuperar el título. Sin embargo, fue interrumpido por The Miz, quien solicitó su ayuda para retener el campeonato de la WWE contra Bobby Lashley en el evento principal, pero McIntyre se negó a ayudarlo. Esa noche, se anunció un combate entre él y Sheamus (quien lo retó a un combate mano a mano la semana pasada) pero se atacaron antes de que comenzara la lucha. A pesar de su preocupación por la actitud del irlandés, McIntyre salió victorioso. En el episodio del 8 de marzo McIntyre fue atacado por Sheamus, quien exigió una revancha contra él después de interrumpirle una promo, pactándose un No Disqualification Match entre ambos la cual terminó sin resultado debido a que ambos recibieron la cuenta fuera. Debido a esto, en el episodio del 15 de marzo se pactó un combate para Fastlane entre ellos en un Last Man Standing Match que se hizo oficial. Esa misma noche, derrotó a The Miz en una lucha individual, terminando así su feudo. Cuatro días después, la lucha fue cambiada a un No Holds Barred Match en Fastlane, donde McIntyre (usando pintura facial como símbolo de su nacionalidad escocesa) derrotó a Sheamus para ponerle fin al feudo.
Después de esto, McIntyre reanudó su feudo con Bobby Lashley luego de que ambos hablaron sobre el tiempo que les llevó a ser campeones mundiales (sin contar sus logros en otras promociones de lucha libre profesional) y lo retó a una lucha por el WWE Championship en WrestleMania 37, que Lashley aceptó. Esa misma noche, McIntyre derrotó a Cedric Alexander y Shelton Benjamín en un 2-on-1 Handicap Match, excluyéndolos del combate para el magno evento. En el episodio del 29 de marzo, McIntyre tuvo un careo con el vestuario de Raw y lanzó un desafío (donde puso su lugar como retador al campeonato en juego) a cualquiera de los luchadores que se atrevieran a desafiarle, que fue respondido por Ricochet, sobre quien obtuvo la victoria. Después de que fuera atacado por Mustafá Ali y lo retara a un combate donde salió victorioso, McIntyre fue atacado por superioridad numérica cuando Lashley recibió la ayuda de King Corbin (quien aceptó la oferta del campeón de atacar y quitarle al escocés de la lucha titular). Esto pactó un combate contra Corbin para el episodio del 5 de abril, donde McIntyre le derrotó a pesar de las interferencias de MVP y conservó tanto su lugar como la oportunidad para enfrentarse ante Lashley en WrestleMania 37. En WrestleMania 37, se enfrentó a Bobby Lashley por el Campeonato de la WWE, pero fue derrotado tras quedar inconsciente ante el "Hurt Lock".
La noche posterior al evento, McIntyre se enfrentó a Randy Orton y a Braun Strowman en un Triple Threat Match donde el ganador se convertiría al puesto de contendiente #1 al WWE Championship de Bobby Lashley en Backlash, donde salió victorioso tras cubrir a Orton, obteniendo una oportunidad titular. Sin embargo, fue atacado por los exmiembros de RETRIBUTION: T-BAR y MACE. En el episodio del 19 de abril, McIntyre interrogó a MVP por el ataque de T-Bar y Mace, pero  estos lo volverían a atacar una vez más. Debido a esto, McIntyre se enfrentó a ellos en un Handicap Match donde ganó por descalificación luego de que Mace no parara de atacarle, hasta que Braun Strowman intervino para ayudarlo (estos se encontraron tras bastidores y se vieron las caras, a pesar de no cooperar entre sí). Se pactó un Tag Team Match entre ambos equipos, en el cual fueron descalificados después de que atacaran y desenmascararan a Mace y T-Bar. En el episodio del 26 de abril, McIntyre le devolvió el favor a Strowman (quien negó su ayuda) de un ataque de Mace y T-Bar, por lo que se pactó un Tag Team Match de revancha entre los dos equipos, pero perdieron por cuenta de diez fuera. Después de esto, McIntyre fue obligado a defender su oportunidad titular contra Strowman por el WWE Championship de Bobby Lashley en el evento principal de esa misma noche, donde perdió debido a la interferencia de Mace y T-Bar, por lo cual la lucha para Backlash se convirtió en un Triple Threat Match.
En el episodio del 3 de mayo, McIntyre junto a Strowman fueron elegidos para determinar quien se enfrentaría contra Bobby Lashley en el evento principal de la noche, siendo Strowman el ganador. A pesar de esto, estuvo como comentarista invitado durante la lucha hasta que Lashley hizo que Strowman le atacara accidentalmente, lo que provocó que McIntyre le costara más tarde la lucha. Después del combate, les aplicó un Claymore a ambos. En el episodio del 10 de mayo, McIntyre se enfrentó contra Lashley en un combate individual, que terminó sin resultado debido a la interferencia de Strowman, quien atacó a ambos. En el evento, a pesar de haber dominado el combate y estuvo cerca de ganar, fue derrotado cuando Lashley cubrió a Strowman para retener el título. La noche siguiente en Raw, McIntyre exigió una oportunidad más por el campeonato, pero Lashley se negó y en respuesta, terminó por atacarle y arruinarle la celebración. En el evento principal, le costó la lucha a Lashley esa misma noche cuando favoreció a Kofi Kingston (quien respondió el reto abierto por una oportunidad no titular al WWE Championship) a ganar el combate. En el episodio del 24 de mayo, McIntyre se enfrentó contra Kingston en un combate individual donde el ganador recibirá una oportunidad al WWE Championship, pero el combate quedó sin resultado luego de que ambos fueran atacados por Lashley, pero contraatacaron para dejarle fuera del ring. Sin embargo, en la oficina de Adam Pearce, este les comunicó que se enfrentarían en la semana siguiente y el ganador se enfrentará contra Lashley por el campeonato de la WWE en Hell In A Cell. En el evento principal del episodio del 31 de mayo, McIntyre derrotó a Kingston para convertirse en el contendiente #1 al WWE Champioship de Lashley en Hell In A Cell, haciendo oficial el combate.
En el episodio del 7 de junio, McIntyre y Lashley firmaron el contrato por el WWE Championship en el cual se pusieron dos estipulaciones: la primera que el combate sea un Last Chance Hell In A Cell Match para evitar las interferencias externas y la segunda que sí McIntyre perdía dicho combate, no podía hacer revancha por el campeonato mientras Lashley sea campeón. Después de esto, McIntyre estuvo de acuerdo y para terminar la firma de contrato, le advirtió a Lashley que no tendría piedad contra él en la lucha. Una vez dicho esto, partió la mesa de la firma de contratos con su espada. En el episodio del 14 de junio, McIntyre se enfrentó contra AJ Styles en un combate individual, ganando por descalificación debido a una interferencia de Lashley, a quien atacó después del combate. Esto provocó un Six-Man Tag Team Match en el evento principal de esa misma noche, donde McIntyre y The Viking Raiders derrotaron a AJ Styles, Omos y Bobby Lashley luego de que cubriera a este último con un Claymore. Sin embargo, seis noches después en Hell In A Cell, McIntyre fue derrotado una vez más por Lashley en un Last Chance Hell In A Cell Match debido a la interferencia de MVP y como resultado, no podrá hacerle revancha por el campeonato, terminando el feudo. Durante el combate sufrió marcas de palo de kendo en la espalda, lo cual le trajo dificultades para luchar a pesar de su condición en el episodio del 21 de junio, donde perdió ante Riddle en un combate de clasificación para Money In The Bank. Sin embargo, McIntyre se enfrentará contra Randy Orton y AJ Styles en un Triple Threat Match en la semana siguiente para definir al ganador del último puesto para el Money In The Bank Ladder Match. En el episodio del 29 de junio, McIntyre derrotó a Styles y Riddle (quien ganó un Battle Royal para reemplazar a Randy Orton que por razones desconocidas no se presentó) para ganar el último puesto del Money In The Bank Ladder Match.

#### Varias rivalidades (2021-presente)
En el episodio del 5 de julio, McIntyre explicó que su espada (que lleva el nombre de su finisher) estaba hecha con un diente del monstruo de lago Ness: Nessie, aclarando que esta espada era una reliquia familiar y aquella persona que portaba esta espada tendría una vida muy exitosa. Esa misma noche, se enfrentó ante Jinder Mahal en un combate individual, donde ganó por descalificación debido a la interferencia de Veer y Shanky, quienes le atacaron en desventaja y Mahal le robó la espada como una ofensa irrespetuosa.  En el episodio del 12 de julio, Mahal intentaría disculparse con McIntyre devolviendo la espada (aunque estaba rota y esta era en realidad una copia), pero McIntyre no aceptó las disculpas porque sabía que esto era un truco y apareció en pantalla con la versión original de su espada, diciéndole a Mahal que cometió el peor error de su vida: robarle a su mejor amigo y le advirtió que la guerra entre ellos ha comenzado. Acto seguido, McIntyre se vengó de Mahal destrozándole su motocicleta. Cinco noches después en Money In The Bank, McIntyre estuvo a punto de descolgar el maletín pero una interferencia y un ataque por parte de Mahal y sus aliados terminó por costarle el combate, el cual fue ganado por Big E. La noche posterior al evento, McIntyre tomó represalias contra Mahal (quien explicó sus acciones a aclarar que el quería ganar oportunidades porque él debía ser el contendiente al campeonato mundial, pero cuando se relesionó la rodilla, tuvo que cancelar sus planes para retarlo) y sus acompañantes, arruinándole la celebración de su cumpleaños y atacando a Shanky con veinte silletazos, comenzando un nuevo feudo entre ellos. En el episodio del 26 de julio, McIntyre derrotó a Veer en un combate individual por descalificación y también atacó al abogado de Mahal una vez finalizado el combate.
En el episodio del 2 de agosto, McIntyre se enfrentó ante Veer y Shanky en un 2-on-1 Handicap Match, donde ganó por descalificación después de que Mahal lo atacara con una silla, pero este se retiró ante la presencia de la espada de McIntyre. En el episodio del 9 de agosto, McIntyre humilló y derrotó a Baron Corbin en una lucha individual. Días después, se confirmó un combate contra Mahal en SummerSlam, que se hizo oficial. En el episodio del 16 de agosto, McIntyre finalmente derrotó a Veer y Shanky en un 2-on-1 Handicap Match donde salió victorioso tras cubrir a Shanky por pinfall, lo que ocasionó que los compañeros de Mahal tenían prohibida su presencia en ringside. Cinco noches después en SummerSlam, McIntyre derrotó a Mahal en un Singles Match para ponerle fin al feudo. En el episodio del 23 de agosto, McIntyre salvó a Damian Priest de un ataque de Sheamus para luego más tarde hacer equipo con Priest y enfrentar a Sheamus y Bobby Lashley en un Tag Team Match, donde salieron victoriosos tras cubrir a Sheamus con un Claymore. En el episodio del 30 de agosto, McIntyre respondió al reto abierto que lanzó Damian Priest por el U.S Championship, pero Sheamus también quería una oportunidad al campeonato, por lo que se pactó un Triple Threat Match entre los tres hombres para esa misma noche. Sin embargo, McIntyre no pudo salir victorioso luego de que Priest lo cubriera con un Reckoning para retener el título. Después de la lucha, ambos se dieron la mano en señal de respeto. 
En el episodio del 6 de septiembre, McIntyre se enfrentó contra Sheamus en un combate individual donde el ganador obtendrá una oportunidad titular por el U.S Championship de Damian Priest en Extreme Rules, pero fue derrotado luego de que Sheamus lo cubriera con un reversal, obteniendo este la oportunidad titular. Durante la lucha, le quitó el protector al irlandés y en un ataque de frustración le aplicó un Claymore. En el episodio del 13 de septiembre, McIntyre se asoció con The Viking Raiders para enfrentarse ante Mahal, Veer y Shanky en un Six-Man Tag Team Match, donde salieron victoriosos tras cubrir a Shanky. Días después, McIntyre anunció que estaría ausente durante una semana debido a su participación por giras de tours en el Reino Unido, que se llevaran a cabo en diferentes ciudades. En un evento en vivo en la ciudad natal del escocés Glasgow, McIntyre derrotó a Mahal en un Street Fight Match. En el episodio del 27 de septiembre, McIntyre confrontó a Big E después de que este retuviera su recién ganado Campeonato de WWE ante Bobby Lashley en un Steel Cage Match en el evento estelar de esa misma noche. McIntyre retó al campeón para una lucha por su título, comenzando un breve feudo entre ellos.
En el episodio del 1 de octubre, McIntyre fue escogido para SmackDown al ser la primera selección como parte de la segunda ronda en el Draft. Esa misma noche tras bastidores, McIntyre declaró que tenía intenciones de obtener una oportunidad al Campeonato Universal. En el episodio del 4 de octubre, donde se llevó la segunda noche del Draft, McIntyre hizo una aparición en Raw para ser llamado por el Campeón de WWE Big E, quien solicitó hablar con él para solo ser interrumpidos por Dirty Dawgs (Robert Roode & Dolph Ziggler), por lo que se pactó un Tag Team Match entre ambos equipos, donde McIntyre y Big E salieron victoriosos. Después del combate, Big E aceptó su reto y se pactó una lucha entre ellos en Crown Jewel que se hizo oficial. En el episodio del 11 de octubre, McIntyre y Big E fueron interrumpidos por los Campeones en Parejas de SmackDown, The Usos (Jey & Jimmy Uso), quienes los atacaron, por lo se pactó un Tag Team Match entre ambos equipos en el evento estelar de la noche, pero McIntye y E perdieron el combate por conteo de diez fuera debido a una mala comunicación entre los dos, aunque contraatacaron a sus oponentes en ringside. En el episodio del 18 de octubre, McIntyre y E derrotaron a Dirty Dawgs (Robert Roode & Dolph Ziggler) en un combate de revancha por equipos. Sin embargo, dos noches después en Crown Jewel, McIntyre fue derrotado por E por pinfall, por lo que no pudo ganar el WWE Championship, siendo esta su última lucha como luchador de Raw y dando por finalizado el feudo con Big E. En el episodio del 22 de octubre tras su llegada a SmackDown, McIntyre comenzó a realizar Open Challenges para cualquier luchador que se quería enfrentar a él, siendo respondido su reto por Sami Zayn. McIntyre salió victorioso tras cubrir a Zayn. En el episodio del 29 de octubre, McIntyre derrotó a Mustafa Ali por sumisión tras hacerlo rendir con un Kimura Lock. Esa misma noche, tras bastidores, McIntyre reveló que la razón por la cual estaba haciendo retos abiertos es porque quiere ganar una oportunidad al Universal Championship.
En el episodio del 5 de noviembre, McIntyre se enfrentó ante Ricochet (quien respondió su reto abierto) en un combate individual esa misma noche, donde salió victorioso. Un día después, se anunció que McIntyre formará parte del Team SmackDown junto con Xavier Woods, Jeff Hardy, Sami Zayn y Happy Corbin ante el Team Raw en un 5-on-5 Traditional Survivor Series Tag Team Elimination Match en Survivor Series. 
Una semana después, fue nombrado como capitán del equipo. En el episodio del 19 de noviembre, McIntyre acompañó a Jeff Hardy (quien venció a Sami Zayn en un combate donde el perdedor sería removido del equipo), quien derrotó a Madcap Moss en un combate individual. Sin embargo, dos noches después en Survivor Series, el Team SmackDown (McIntyre, Jeff Hardy, Xavier Woods, Happy Corbin y Sheamus) fue derrotado por el Team Raw (Seth Rollins, Finn Bálor, Kevin Owens, Bobby Lashley y Austin Theory) siendo McIntyre el tercer eliminado tras recibir la cuenta de 10 fuera debido a la intromisión de Lashley, a quien atacó con una Claymore. Finalmente, el Team SmackDown perdió el combate. Cuatro noches después en SmackDown, McIntyre se asoció con Jeff Hardy para derrotar a Happy Corbin y Madcap Moss en un Tag Team Match, donde salieron victoriosos luego de que Hardy cubriera a Moss. Esa misma noche, tras bastidores, fue a la oficina de Pearce para ser parte de un Black Friday Battle Royal para una oportunidad titular en el evento estelar, pero este le comunicó que le daría la respuesta más tarde. Sin embargo, McIntyre fue removido de la lucha debido a que tuvo un altercado con Sheamus, por lo que antes de que comenzará el combate, ahuyentó a todos los participantes con su espada para luego marcharse. Al parecer, la WWE recicló y modificó una storyline donde McIntyre será perjudicado por la figura de autoridad para impedir que tenga una oportunidad al campeonato Universal, pero en caso de conseguirla, tendría que pasar todos los obstáculos que se le interponen (similar a la storyline que involucró a Kofi Kingston para obtener una oportunidad titular por medio de pruebas para llegar al WWE Championship dos años antes).
En el episodio del 3 de diciembre, McIntyre y Hardy atacaron a Corbin y Moss luego de que estos se burlaran de ellos durante el Happy Talk de Corbin, quedandose los dos dentro del ring. Seis días después en un tour de gira de Navidad, McIntyre hizo equipo con Jeff Hardy y King Woods para enfrentarse ante Roman Reigns y The Usos (Jimmy y Jey Uso) en un Six-Man Tag Team Match, donde salieron victoriosos. Originalmente, McIntyre y Hardy empezarían un feudo con Happy Corbin y Madcap Moss, pero los planes fueron cancelados después de que Hardy fuera despedido de la empresa sin razón alguna, para luego modificar la rivalidad del escocés con los comediantes ya mencionados. En el episodio del 10 de diciembre, McIntyre confrontó a Pearce tras bastidores por no incluirlo en el Black Friday Battle Royal quien en respuesta le dijo que los directivos no lo dejaron competir por una razón: llevaba su espada antes y después de los combates. Sin embargo, McIntyre muy enojado clavó la espada en la mesa de Pearce. Esa misma noche, derrotó a Sheamus en un combate individual. En el episodio del 17 de diciembre, McIntyre atacó a Corbin y a Moss, quienes sin éxito trataron de sacar la espada que quedó clavada en la mesa, solo para que él mismo la sacara. Más tarde, se anunció que McIntyre se enfrentará ante Moss en Day 1, que se hizo oficial. En el episodio del 24 de diciembre (pregrabado el 17 de diciembre, McIntyre se asoció con The New Day (Kofi Kingston & Xavier Woods) para enfrentarse ante Moss y The Usos (Jimmy & Jey Uso) en un Miracle on 34th Sreet Fight, donde salieron victoriosos luego de que McIntyre cubriera a Moss con un Claymore.  A finales de ese año, recibió el sobrenombre de Horse Of Battle (Caballo de batalla).
En Day 1, McIntyre derrotó a Moss en un combate individual, a pesar de la interferencia de Happy Corbin. Sin embargo, mientras McIntyre estaba siendo entrevistado tras bastidores, fue atacado por estos últimos y le causaron una lesión en la garganta al golpearlo con una silla y un tubo metálico de la escenografía, causándole una distensión cervical con contusiones severas (kayfabe). Esto fue utilizado para sacar a McIntyre de la programación de SmackDown debido a que sufrió una lesión legítima de cuello durante el combate y lo dejaría fuera de acción durante un tiempo no especificado. Antes de su lesión, luchó desde 2018 a 2021 con un total de cien combates sin sufrir una lesión durante ese tiempo, ocasionando que los planes para confrontar a Roman Reigns por el Universal Championship fueron cancelados hasta que se determine el grado de su lesión. A la semana siguiente, McIntyre fue visto con un collarín en su cuello lesionado para un chequeo médico, el cual no requirió cirugía y se especificó que estaría ausente durante dos meses, descartando aparecer en Royal Rumble (debido a que se está recuperando parcialmente de su lesión tras entrenar en sesiones dobles, ya que dicho entrenamiento lo pueden hacer los luchadores y luchadoras que han sufrido más de una lesión) y para preparar su regreso al ring semanas antes de WrestleMania 38. Sin embargo, McIntyre (quien no se había recuperado por completo de su lesión) apareció sorpresivamente en el Men's Royal Rumble Match con la entrada #21 y eliminó tanto a Corbin como a Moss, para posteriormente atacarlos con la escalera metálica. A pesar de que permaneció como uno de los semifinalistas, fue eliminado por el eventual ganador, Brock Lesnar. Según los medios, los planes para la rivalidad entre McIntyre y Roman Reigns estarían por comenzar más adelante.
En el episodio del 4 de febrero, la WWE anunció que McIntyre haría su regreso en SmackDown. Esa misma noche, McIntyre hizo su regreso después de estar inactivo durante semanas, aclarando que tomó terapias de sesión doble de entrenamiento, lo que hizo que se recuperara rápidamente del cuello y regresar a luchar, siendo esta la razón por la cual apareció de sorpresa en el Men's Royal Rumble Match, a pesar de no ganarlo. Sin embargo, fue interrumpido por Corbin y Moss, quienes intentaron atacarlo, pero McIntyre los detuvo para decirles que estaba ya harto de sus malas intenciones y según él, McIntyre acusó a Moss por burlarse de él mientras estaba lesionado. Después de una confrontación entre los dos hombres, McIntyre le advirtió a Corbin de que si este volviera a entrometerse en sus asuntos, le hará pasar un verdadero infierno en las semanas siguientes y como señal de advertencia atacó a Moss con un Claymore. Una noche después, se anunció un combate entre McIntyre y Madcap Moss para Elimination Chamber que se hizo oficial. En el episodio del 11 de febrero durante un segmento tras bastidores, McIntyre le hizo una advertencia a Moss (quien se encontraba en la enfermería) sobre el combate que tenían pactado para Elimination Chamber, sólo para decirle que la lucha no sería un combate individual, sino un Falls Count Anywhere Match, el cual se confirmó oficialmente más tarde esa noche. En el episodio del 18 de febrero (pregrabado el 11 de febrero), McIntyre en una promo explicó que temió por su lesión porque pondría en riesgo su carrera y perderse WrestleMania 38, pero que no iba a dejar asuntos pendientes con Corbin y Moss, quienes lo interrumpieron nuevamente para seguirse burlando de él por su reciente lesión, a lo que el escocés dijo que acabaría con Moss para "acabar con esa sonrisa para siempre" en Elimination Chamber. Efectivamente, un día después, McIntyre lo derrotó en un Falls Count Anywhere Match pese a las interferencias de Corbin. Una semana después, se anunció que McIntyre se enfrentara en una lucha de revancha ante Madcap Moss en el episodio del 25 de febrero en SmackDown, donde lo derrotó rápidamente. Días después, se anunció que McIntyre se enfrentará ante Happy Corbin en WrestleMania 38, haciéndose oficial la lucha. 
En el episodio del 4 de marzo, McIntyre se enfrentó ante Jinder Mahal en un combate individual, saliendo victorioso tras un Claymore. Una noche después, en un evento en vivo desde Madison Square Garden, derrotó a Sami Zayn. Durante ese show, se reveló que McIntyre ya se encontraba al 100% de su lesión. En el episodio del 11 de marzo, McIntyre se asociaría con The Viking Raiders para enfrentarse ante Corbin, Moss y Mahal en un Six-Man Tag Team Match, pero la lucha no se llevó a cabo debido a que Corbin, Moss, Mahal y Shanky atacaron a Erik & Ivar tras bastidores. Tras esto, McIntyre fue atacado por ellos, pero consiguió resistir el ataque cuando atacó a todos, menos a Corbin. En el episodio del 18 de marzo, McIntyre se asoció nuevamente con The Viking Raiders para enfrentarse ante Corbin, Mahal y Shanky en un Six-Man Tag Team Match, donde salieron victoriosos luego de cubrir a Shanky, ya que durante el combate Corbin abandonó a sus compañeros. Después de que McIntyre prometió acabar con la sonrisa de Corbin en el episodio del 25 de marzo, dos noches después, McIntyre se enfrentó ante Corbin y Moss en un 2-on-1 Handicap Match, donde salió victorioso a pesar de que Corbin no compitiera durante toda la lucha. No obstante, fue atacado por Corbin después del combate y luego de que este le aplicara el End Of Days, se llevó consigo su espada como objeto de burla. Cuatro noches después en el evento principal, McIntyre interrumpió el Happy Talk de Corbin (quien en compañía de Moss se burlaron de la espada: Ángela, cuyo nombre es en honor a su madre fallecida) atacándolos, destruyendo también parte de la escenografía del show de Corbin después de recuperar su espada. Finalmente en WrestleMania 38, McIntyre derrotó a Corbin en un combate individual y ahuyentó a Moss debido a que posteriormente después de la lucha, partió las cuerdas del ring con su espada, poniéndole fin a la racha de victorias de Corbin en el proceso y ser el primer luchador en salvarse del End Of Days de este último, terminando así su feudo con él.  
En el episodio del 8 de abril en SmackDown, McIntyre comenzó una pequeña rivalidad con Sami Zayn debido a que este último quería desafiar al primer luchador que saldría de la puerta del vestuario de SmackDown, siendo el escocés el primero en salir de dicho lugar y se enfrentaron en una lucha individual, donde McIntyre ganaría por cuenta fuera luego de que Zayn se negara al regresar al ring. Sin embargo, McIntyre volvió a enfrentarse a Zayn, ganando nuevamente pero con el mismo resultado de la semana pasada. Debido a esto, se pactó para la próxima semana un Lumberjack Match entre ellos nuevamente para evitar que Zayn se vuelve a escapar a expensas del escocés. En el episodio del 22 de abril, McIntyre se encontró con Randy Orton y Riddle tras bastidores y este último aceptó ir a la lucha del evento principal de la noche a petición de él y Orton. Después de esto, McIntyre tenía ya sometido a Zayn dentro del Lumberjack Match, pero debido a la intromisión de Jinder Mahal y Shanky ocasionó que la lucha quedara sin resultado. Debido a los trucos que Zayn hizo semanas antes para escaparse, Adam Pearce anunció que McIntyre se enfrentará ante Zayn nuevamente, pero esta vez dentro de una Steel Cage Match para evitar interferencias en la próxima semana. Como forma de advertencia, McIntyre atacó a Mahal y Shanky con un Glasgow Kiss y dejó fuera de combate al primero con una Claymore Kick. En el episodio del 29 de abril (pregrabado el 22 de abril) en SmackDown, McIntyre finalmente derrotó a Zayn en un Steel Cage Match para ponerle fin al feudo. Más tarde esa misma noche, salvó a Randy Orton y Riddle de un ataque de Roman Reigns y The Usos (Jey & Jimmy Uso), dejando a estos fuera de combate, lo que hizo que la lucha de unificación de títulos (la cual fue pactada desde el principio como un Winner Takes All Match) fuera cancelada y cambiada a un Six-Man Tag Team Match en Backlash, haciéndose oficial la lucha.
Dos noches después en Raw, McIntyre y RK-Bro (Randy Orton y Riddle) atacaron a Reigns y sus primos antes de su promo en dicha marca, siendo separados por los árbitros. Cuatro noches después en el evento principal, McIntyre y RK-Bro estuvieron hablando en un segmento sobre lo que significaba la palabra "Acknowledge Me" y cada uno de ellos dio la mejor versión de lo que significaba dicha frase. Sin embargo, serían interrumpidos por Reigns y The Usos, quienes los atacaron pero consiguieron revertir el ataque con McIntyre y RK-Bro tomando la delantera, dejando fuera de combate a Reigns con un Claymore. Sin embargo, una noche después en WrestleMania Backlash, McIntyre y RK-Bro fueron derrotados luego de que Reigns cubriera a Riddle con un Spear. Tras estar ausente durante dos semanas, McIntyre hizo su regreso en el episodio del 27 de mayo en SmackDown, revelándose como el compañero sorpresa de The New Day (Kofi Kingston & Xavier Woods) para enfrentarse ante The Brawling Brutes (Sheamus, Ridge Holland & Butch) en un Six-Man Tag Team Match en el evento principal de esa misma noche, donde McIntyre, Kingston y Woods salieron victoriosos tras cubrir a Holland con un Claymore.
En el episodio del 3 de junio, McIntyre hizo una promo en la cual retó a Roman Reigns a enfrentarse por el Campeonato Universal Indiscutido en el evento Clash At The Castle. Sin embargo fue interrumpido por Sheamus, quien junto a Holland y Butch los retaron a una lucha de revancha, donde McIntyre y The New Day fueron derrotados, luego de que Butch cubriera a Woods. Se anunció que para la próxima semana, McIntyre y Sheamus se enfrentarán en una lucha clasificatoria para Money In The Bank. En el episodio del 10 de junio, McIntyre se enfrentó ante Sheamus en una lucha individual para obtener un puesto, pero el combate terminó en doble descalificación luego de que ambos se atacaran mutuamente, dejando el puesto sin un ganador absoluto. Tras esto, se siguieron atacando hasta que fueron separados por los árbitros. Más tarde, tras bastidores, McIntyre solicitó una lucha para clasificar en la próxima semana en la oficina de Adam Pearce, quien aceptó luego de que el escocés se lo pidiera pacientemente. En el episodio del 17 de junio, McIntyre y Sheamus fueron llamados por Pearce para resolver la disputa que tuvieron por el altercado de la semana pasada, a lo que el gerente añadió al irlandés al Money In The Bank Ladder Match por la decisión que tomó la junta directiva, pero cambió de opinión después de que McIntyre atacara a Sheamus para que también fuera añadido a dicho combate automáticamente, reanudando su feudo con él. En el episodio del 24 de junio, McIntyre abrió el show con una promo en la cual explicó que retará al ganador del enfrentamiento entre Roman Reigns y Brock Lesnar por el Campeonato Universal Indiscutido posterior a SummerSlam. Sin embargo, fue interrumpido por Sheamus, quien después de explicar sus razones por ser el que había ganado el Money In The Bank hace siete años y hacerlo efectivo en el Survivor Series de ese tiempo ante Reigns, volvería a repetir esa hazaña. No obstante, fueron interrumpidos por Paul Heyman y Adam Pearce, debido a que el primero indicó que eso no pasaría en ese año y había convencido al segundo que tanto McIntyre y Sheamus serían eliminados del Money In The Bank Ladder Match en Money In The Bank porque ninguno de ellos no clasificaron adecuadamente y se les anuló su participación en ese evento, pero Pearce les dio a McIntyre y Sheamus la oportunidad de clasificar nuevamente si se enfrentaban ante The Usos (Jey & Jimmy Uso) en un Tag Team Match en el evento estelar de esa misma noche. A pesar de sus diferencias entre sí, McIntyre y Sheamus tuvieron que cooperar para enfrentarse ante ellos y gracias a la interferencia de The Street Profits (Montez Ford & Angelo Dawkins), McIntyre y Sheamus ganaron el combate y clasificaron nuevamente al Money In The Bank Ladder Match después de cubrir a Jimmy Uso con un Claymore Kick.
En el episodio del 1 de julio, McIntyre participó en un Good Old-fashioned Battle Royal (una batalla real en donde compitieron los clasificados al Money In The Bank Ladder Match, incluyendo a otros cuatro luchadores que no han ganado una lucha de clasificación a este combate) en donde su alianza con Sheamus se demostró cuando ambos con ayuda de Riddle eliminaron a Omos y después de eliminar a Sami Zayn, tanto él como Sheamus fueron eliminados por el ganador Happy Corbin (quien a pesar de esta victoria, perdió en el evento principal de esa misma noche en un Fatal-4-Way Match para determinar al participante con el último puesto del combate de escaleras de Money In The Bank en donde involucró a Ezekiel, The Miz y el ganador, Madcap Moss). Una noche después, McIntyre compitió en el evento principal de la noche del Men's Money In The Bank Ladder Match del evento en donde dominó parte del combate. Sin embargo, el ganador del combate fue Theory (quien fue añadido de último momento a la lucha después de que este perdiera el Campeonato de los Estados Unidos ante Bobby Lashley a principios de la noche), quien se convertiría en el luchador más joven de la WWE en ganar este tipo de combate. Cuatro noches después en SmackDown, McIntyre se enfrentaría contra Sheamus en un combate individual donde estaba la oportunidad de enfrentarse ante Roman Reigns por el Campeonato Universal Indiscutido en Clash At The Castle en el evento principal de esa misma noche, pero el irlandés fingió estar enfermo por tener síntomas de tos (kayfabe) y en su lugar fue reemplazado por Butch. A pesar de las interferencias de Ridge Holland, McIntyre derrotó a Butch para retener su oportunidad por el título unificado en el evento antes mencionado y posterior a la lucha, partió en dos las cuerdas del ring con su espada. Sin embargo, la victoria no fue válida porque Sheamus (el oponente original del combate) declaró que se enfrentaría hasta que estuviera apto para competir. En el episodio del 15 de julio, McIntyre derrotó a Holland en una lucha individual y acusó a Sheamus de ser un cobarde por huir de él. En el episodio del 22 de julio, McIntyre fue retado por Sheamus a un A Good Old Fashioned Donnybrook Match (un combate al estilo irlandés donde no están válidas las descalificaciones o conteos fuera) para la semana siguiente donde en esta ocasión el irlandés escogió la estipulación de que por sumisión o cuenta de tres el ganador recibirá una lucha por el WWE Undisputed Universal Championship en Clash At The Castle. Dos noches después en Raw, McIntyre hizo una aparición especial enfrentándose ante Theory en una lucha individual, en donde ganó por descalificación luego de que The Brawling Brutes (Sheamus, Ridge Holland & Butch) interfirieran atacandolo antes de ser salvado por Bobby Lashley, con quien más tarde hizo equipo para derrotar a Theory y Sheamus en un Tag Team Match donde salieron victoriosos, gracias a una distracción por parte de Dolph Ziggler. Cuatro noches después en SmackDown, McIntyre derrotó a Sheamus en el primer Donnybrook Match en la historia de SmackDown para obtener nuevamente la oportunidad del WWE Undisputed Universal Championship del ganador del Last Man Standing Match entre Roman Reigns y Brock Lesnar en SummerSlam, culminando su rivalidad con Sheamus en el proceso. Luego de declarar sus intenciones de enfrentar a Reigns por los dos títulos en Clash At The Castle, McIntyre fue atacado a traición por Theory, quien aclaró que el iba por los campeonatos tras canjear el maletín. Sin embargo, en el evento principal de la noche, McIntyre tomó represalias contra Theory atacandolo con un Claymore después de que este último atacara infructuosamente a Brock Lesnar con el maletín para tener una confrontación a distancia entre ellos. Una noche después en SummerSlam, se anunció que McIntyre tendrá su enfrentamiento contra Roman Reigns (quien derrotó a Lesnar para retener el campeonato indiscutido en un Last Man Standing Match) en el evento mencionado anteriormente, reanudando su rivalidad.  
En el episodio del 5 de agosto, se anunció una firma entre McIntyre y Roman Reigns por el campeonato indiscutido en Clash At The Castle. En el evento principal de esa misma noche cuando McIntyre iba a confrontar a Reigns, fue atacado por Karrion Kross (quien hacía su regreso a la empresa) y vino acompañado de Scarlett Bordeaux (quien hacia su debut en el roster principal) para una advertencia sobre los títulos. Sin embargo, la rivalidad entre ellos seguía en pie y Kross no estaría involucrado en la misma. En el episodio del 12 de agosto, McIntyre hizo una promo como respuesta por el ataque que sufrió por cortesía de Kross para luego ser atacado por The Usos. No obstante, McIntyre atacó a los dos hombres tras bastidores y los retó a un combate por equipos esa misma noche, en el cual hizo equipo con Madcap Moss para derrotarlos donde salieron victoriosos después de que cubriera a Jimmy Uso, a pesar de la interferencia de Sami Zayn. Tres noches después en Raw, McIntyre siguió haciendo promos sobre su rivalidad con Reigns antes de ser interrumpido por Kevin Owens, quien lo criticó por la forma de como le tomó bastante tiempo llegar a ser campeón mundial y volver a encabezar eventos principales. En respuesta, McIntyre le contestó que fue despedido hace siete años y le tocó rehacer su historia y renovarse como luchador y competir en empresas de lucha libre hasta que la WWE mostrara interés en contratarlo nuevamente, cosa que sucedió satisfactoriamente. Después de esto, retó a Owens a una lucha individual, la cual terminó ganando por descalificación tras una interferencia de The Usos, quienes lo atacaron, pero McIntyre se desquitó con ellos tras repeler el ataque. Un día después, McIntyre fue retirado de los house shows por motivos médicos debido a problemas en la zona baja de la espalda. Dos noches después en SmackDown, McIntyre confrontó a Reigns después de que él declaró ser el mejor campeón en la historia y le dejó claro que debía de tenerle miedo y respeto porque sus ojos se lo decían. Tras un cruce de miradas, McIntyre tomó la delantera y atacó tanto a Reigns como a Zayn. En el episodio del 26 de agosto, McIntyre derrotó a Zayn en una lucha individual en el evento principal de esa misma noche, pero fue atacado por Reigns y The Usos después de la lucha. En el episodio del 3 de septiembre (pregrabado el 26 de agosto), McIntyre tomó represalias contra Reigns, The Usos y Zayn, arruinando la celebración de los dos años del reinado del WWE Undisputed Universal Championship y atacándolos. Una noche después en Clash At The Castle a pesar de contar con el apoyo del público europeo, McIntyre fue derrotado en el evento principal del evento por Reigns tras una interferencia de Solo Sikoa (el hermano menor de The Usos y por extensión, el primo de Reigns), quien evitó que ganara el título. Luego de esto, fue felicitado por Tyson Fury y se ganó el cariño por parte del público del Reino Unido. Algunos medios indicaron que la derrota que tuvo ante Reigns por el título indiscutible fue una de las decisiones más correctas por la empresa, para seguir creciendo la popularidad del campeón.
En el episodio del 9 de septiembre, McIntyre tomó cartas en el asunto atacando a Sikoa luego de que este explicara las razones por las que ayudó a su primo y convirtiéndose en el nuevo miembro de The Bloodline, por lo que lo retó a una lucha individual en el evento principal de esa misma noche. A pesar de que The Street Profits (Montez Ford & Angelo Dawkins) intervinieron a su favor para atacar a The Usos y Zayn, McIntyre ganó por descalificación luego de que Kross lo atacara y lo dejara semi-inconsciente con el Kross Jacket. Luego de que el show saliera al aire, atacó a Kross, comenzando un feudo. En el episodio del 16 de septiembre, McIntyre en respuesta, acusó a Kross de ser un cobarde y le devolvería el favor luego de que este explicara sus acciones de la semana pasada contra él. En el episodio del 23 de septiembre, McIntyre retó a Kross a una lucha en Extreme Rules en un Strap Match, y este solo aceptó después de inmovilizarlo con el Kross Jacket luego de que Scarlett le diera un low blow en la zona baja, haciéndose oficial la lucha. En ese mismo segmento, un shoot que estaba preparando la acompañante de Kross (el cual era un fireball), no salió tan efectivo como se tenía planeado y los tres tuvieron que improvisar para que el segmento tuviera más impacto con el público. No obstante, McIntyre estuvo ausente de los house shows debido a una intoxicación alimentaria y fue reemplazado por Braun Strowman. En el episodio del 30 de septiembre, McIntyre se enfrentó ante Austin Theory en una lucha individual (debido a que este se burló de la derrota que tuvo ante Roman Reigns en Clash At The Castle durante un segmento tras bastidores), el cual ganó por descalificación tras una interferencia de Alpha Academy (Chad Gable & Otis), quienes lo atacaron antes de que Johnny Gargano y Kevin Owens acudieran en su ayuda, por lo que se pactó un Six-Man Tag Team Match en el evento estelar de esa misma noche, donde McIntyre, Gargano y Owens salieron victoriosos después de cubrir a Theory, no sin antes darle un correazo a este en su espalda como señal de advertencia ante Kross.    
En el episodio del 7 de octubre, McIntyre sorpresivamente atacó a Kross cuando este hacía su entrada al ring, pero este lo atacó tras una intromisión de los miembros de seguridad y lo aturdió más fuerte, pero consiguió resistir los golpes. Sin embargo, una noche después en Extreme Rules, McIntyre fue derrotado por Kross en un Strap Match después de que Scarlett le rociara gas pimienta en los ojos cuando el árbitro estaba distraído. Una semana después en el episodio del 14 de octubre, McIntyre estuvo involucrado en un accidente automovilístico que se produjo horas antes en SmackDown, del cual Kross también fue víctima(kayfabe). Una semana después, se anunció entre ellos un enfrentamiento para Crown Jewel en un Steel Cage Match, que se hizo oficial luego de que retara a Kross. No obstante, McIntyre sufrió los efectos de una gripe días antes del enfrentamiento, lo que supuestamente cancelaría la lucha, pero recibió la autorización médica para competir en Arabia Saudita. En Crown Jewel, McIntyre derrotó a Kross en un Steel Cage Match tras escapar de la jaula a pesar de las interferencias de Scarlett para ponerle fin al feudo.   
En el episodio del 11 de noviembre, McIntyre apareció para ayudar a The Brawling Brutes (Sheamus, Ridge Holland & Butch) a atacar a The Bloodline después de que interrumpieran la celebración del reconocimiento de The Usos. En el episodio del 18 de noviembre, McIntyre se unió con Sheamus (a pesar de sus pasadas rivalidades) y sus compañeros para enfrentarse ante The Bloodline en un Survivor Series WarGames Match en Survivor Series luego de declarar que irá a la guerra con su hermano. Esa misma noche, se armó una pelea entre los dos equipos que terminó con la aparición de Kevin Owens uniéndose al equipo de Sheamus. Días después, se confirmó que McIntyre hará equipo con Sheamus para enfrentarse ante The Usos en un Advantage Match para la semana siguiente. Dos noches después, McIntyre hizo una aparición especial en Raw para lanzar una promo en compañía de Sheamus, Owens, Holland y Butch a The Bloodline. En un segmento tras bastidores, retó a Baron Corbin a una lucha individual esa misma noche, la cual ganó gracias a una interferencia de Akira Tozawa. Cuatro noches después, McIntyre junto a Sheamus derrotaron a The Usos en un Advantage Match en el evento principal para tomar la ventaja en el evento gracias a la ayuda de Owens. Sin embargo, una noche después en Survivor Series, su equipo fue derrotado en un WarGames Match después de que Jey Uso cubriera a Owens. Una semana después, Sheamus anunció que hará equipo con él nuevamente para enfrentarse ante The Usos en un Tag Team Match por los Undisputed Tag Team Championship en el próximo viernes. No obstante, cuatro noches antes, McIntyre anunció en sus redes sociales que por motivos médicos no se podrá presentar ese día, siendo reemplazado por Butch para ese combate. En Tribute To The Troops (transmitido el 17 de diciembre), McIntyre se asoció con Sheamus y Ricochet para derrotar a Imperium (Gunther, Ludwing Kaiser & Giovanni Vinci) en un Six-Man Tag Team Match en el evento estelar, donde salieron victoriosos luego de que Ricochet cubriera a Kaiser.   
Después de una ausencia de cuatro semanas, McIntyre hizo su sorpresivo regreso en el episodio del 30 de diciembre, salvando a Sheamus de un ataque de Solo Sikoa, The Usos y Sami Zayn, atacándolos. Esa misma noche después de que las grabaciones de SmackDown salieran al aire, junto a Sheamus, Ridge Holland y Butch ayudaron a John Cena y Kevin Owens a defenderse de los ataques de The Bloodline. Un día después se anunció un Tag Team Match entre McIntyre y Sheamus contra The Usos por los Undisputed Tag Team Championship en el primer episodio de SmackDown del nuevo año.
En el episodio del 2 de enero en Raw, McIntyre junto a Sheamus atacaron a Sikoa, Zayn y The Usos cuando estos intentaron atacar a Owens con una silla, agrandando así su rivalidad con la facción.En el episodio del 6 de enero en SmackDown, McIntyre y Sheamus conocidos bajo el nombre del equipo Banger Bros, se enfrentaron por los Undisputed Tag Team Championship de The Usos en el evento principal de la noche, donde fueron derrotados debido a la interferencia de Solo Sikoa. Después de que finalizaran las grabaciones de SmackDown, fueron atacados y emboscados por The Viking Raiders (Erik & Ivar). En el episodio del 13 de enero, McIntyre junto a Sheamus se quejaron con Pearce sobre el ataque que sufrieron la semana pasada y el oficial anunció que ellos competirán en un torneo contra otros equipos para designar a los nuevos contendientes por los SmackDown Tag Team Championship de The Usos en la próxima semana, además de que anunció su participación en el Royal Rumble Match en Royal Rumble. En el episodio del 20 de enero, Banger Bros derrotaron a The Viking Raiders en un Tag Team Match en la primera ronda. Sin embargo, siete días después, el nombre del equipo fue removido por problemas escritos. En el episodio del 27 de enero, McIntyre y Sheamus fueron entrevistados antes de su combate contra Hit Row (Ashante "Thee" Adonis & Top Dalla) como parte de la segunda ronda y cuando ya estaban listos para enfrentarse ante ellos, The Viking Raiders los atacaron antes de que comenzaran el Tag Team Match y el equipo de Braun Strowman y Ricochet los reemplazaron, obteniendo estos la victoria, poniéndole fin al feudo con The Usos. Un día después, en Royal Rumble, participó en el Royal Rumble Match con la entrada #9 durando 39 minutos y consiguió 4 eliminaciones antes de ser eliminado por Gunther.
En el episodio del 3 de febrero, McIntyre junto a Sheamus atacaron a The Viking Raiders después de que estos ganaron un combate, confirmando una lucha entre ambos equipos en dos semanas, iniciando así una rivalidad. En el episodio del 10 de febrero, McIntyre y Sheamus derrotaron a Hit Row luego de que Sheamus cubriera a Adonis. En el episodio del 17 de febrero, McIntyre y Sheamus derrotaron a The Viking Raiders tras cubrir a Erik con un Claymore. El feudo con The Viking Raiders terminó en el episodio del 23 de febrero luego de que ellos les atacaron por la espalda para posteriormente ser ayudados por Braun Strowman y Ricochet. Antes de eso, McIntyre comenzaría una rivalidad con Gunther en torno al título
En el episodio del 3 de marzo, McIntyre hizo una promo durante la cual ganaría la oportunidad de retar a Gunther por el Intercontinental Championship para WrestleMania 39, pero sería interrumpido por Sheamus, LA Knight, The New Day y Karrion Kross, quienes también querían una oportunidad al título. No obstante, se produjo una pelea que terminó tanto Mcintyre como Sheamus de pie en el ring, lo que provocó un Fatal 5-Way Match para la próxima semana. En el episodio del 10 de marzo, dicha lucha terminó con un resultado controversial que indicó que tanto McIntyre como Sheamus cubrieron por pinfall a Xavier Woods y LA Knight, respectivamente porque los dos árbitros hicieron el conteo de tres para ellos al mismo tiempo. Para designar el retador al campeonato de Gunther, se pactó un combate individual entre ellos para el episodio del 17 de marzo. En esa lucha, el combate terminó sin resultado luego de que Gunther junto a Imperium atacaran a él y a Sheamus, por lo que Adam Pearce anunció un Triple Threat Match por el título entre los tres hombres en WrestleMania 39, haciéndose oficial la lucha. En el episodio del 24 de marzo, McIntyre y Sheamus tuvieron una confrontación acerca de quien obtendría el título en el magno evento. Esa misma noche, atacó a Gunther después de que éste defendió el campeonato contra Butch. En el episodio del 31 de marzo, McIntyre y Sheamus derrotaron a Imperium (Ludwing Kaiser & Giovanni Vinci) en un Tag Team Match luego de que Sheamus cubriera a Vinci. En WrestleMania 39, McIntyre fue derrotado luego de que Gunther lo cubriera en la Triple Threat Match que involucró también a Sheamus para retener el título. Tras esto, se ausentó por motivos desconocidos y semanas después, fue transferido a Raw en la tercera ronda del Draft, siendo la quinta selección del mismo, disolviendo así su equipo con Sheamus, quien permaneció en SmackDown junto a Ridge Holland y Butch.
Tras 3 meses de ausencia, McIntyre regresó en Money In The Bank para atacar a Gunther, indicando que será el siguiente retador al título, reanudando su rivalidad con el austríaco. En el episodio del 3 de julio, McIntyre salvó a Mattt Riddle de un ataque de Imperium para después atacar tanto a Kaiser como a Vinci. Tras esto, formó equipo con Riddle enfrentándose ante Imperium en el episodio del 10 de julio, donde salieron victoriosos después de que cubriera a Vinci. Tras estar ausente durante una semana, McIntyre confrontaría a Gunther para retarlo a un combate en SummerSlam por el título, haciéndose oficial la lucha. Más tarde esa noche, derrotó a Kaiser en un combate individual en el episodio del 24 de julio, y después de la lucha, Gunther lo atacó aunque McIntyre consiguió revertir el ataque.
En SummerSlam, McIntyre fue derrotado por Gunther, quien retuvo su campeonato y le puso fin al feudo. Después de su lucha, salió muy frustrado hacia backstage tras la derrota. Una semana después, volvió a hacer equipo con Riddle para derrotar a The Viking Raiders (Erik & Ivar) en un Tag Team Match, donde salieron victoriosos tras cubrir a Erik. Tras su victoria, The New Day los retó a un Tag Team Match para la próxima semana, que McIntyre y Riddle aceptaron. En el episodio del 21 de agosto, McIntyre y Riddle fueron derrotados por The New Day debido a la interferencia de The Viking Raiders, quienes atacaron a los dos equipos antes de que McIntyre los dejara fuera de combate, reanudando así su feudo con ellos. En el episodio del 28 de agosto, McIntyre junto con Riddle estuvieron como comentaristas invitados, aunque Erik e Ivar terminaron atacandolos en plena lucha con The New Day y esto hizo que se enojara aun más por los constantes actos de los adversarios, retandolos a un Tornado Tag Team Match para la semana siguiente.
McIntyre regresó a la acción individual y poco a poco se convertiría en un tweener , mostrando una actitud más agresiva. En el episodio del 9 de octubre de Raw , desafió a Seth "Freakin" Rollins a una lucha por el Campeonato Mundial Peso Pesado en Crown Jewel , la cual Rollins aceptó. En el evento del 4 de noviembre, McIntyre no pudo ganarle el título a Rollins.

### El Regreso del "Psicópata Escocés" Y Rivalidad con CM Punk (2023–presente)
En el episodio del 13 de noviembre de Raw, McIntyre ayudó a The Judgment Day (Finn Bálor y Damian Priest) a retener el Campeonato Indiscutible en Parejas de WWE contra Cody Rhodes y Jey Uso después de atacar a Uso con una Claymore, cambiando completamente a heel por primera vez desde enero de 2020. Después del combate, McIntyre estrechó la mano de Rhea Ripley, la miembro de Judgment Day , aparentemente uniéndose al grupo y consolidando su cambio a heel.
En Survivor Series: WarGames, McIntyre y el The Judgment Day pierden ante el equipo de Cody Rhodes y concluida la lucha regresa después de 9 de años de ausencia CM Punk
En Royal Rumble el 27 de enero, McIntyre entró en el combate de Royal Rumble en el puesto 29, eliminando a Ricochet y Sami Zayn antes de ser eliminado por CM Punk. En el evento, McIntyre lesionó de verdad el tríceps de Punk durante un aterrizaje fallido de su DDT Future Shock. En el episodio del 9 de febrero de SmackDown, McIntyre derrotó a AJ Styles para clasificar para la lucha del Elimination Chamber de hombres en Elimination Chamber. En el evento, ganó al eliminar por última vez a Randy Orton, ganando así una revancha contra Rollins en WrestleMania XL, su tercer intento por el Campeonato Mundial de Peso Pesado en 6 meses. En la Noche 2 de WrestleMania XL el 7 de abril, McIntyre derrotó a Rollins para ganar el título. Después de la pelea, McIntyre provocó a Punk, quien estaba comentando el partido y a quien McIntyre había estado burlándose durante meses en las redes sociales y en sus promos. Punk luego atacó a McIntyre; inmediatamente después, Damian Priest cobró su contrato de Money in the Bank y derrotó a McIntyre, poniendo fin a su reinado después de solo cinco minutos. La noche siguiente, Punk le costó a McIntyre un combate por el puesto de contendiente número uno al Título Mundial de Peso Pesado en Raw. El 28 de abril, el miembro de la junta de TKO Group Holdings, The Rock, anunció que McIntyre había renovado su contrato con WWE. Continuando la rivalidad, Punk siguió interfiriendo y costándole a McIntyre en su  el Campeonato Mundial Peso Pesado en Clash at the Castle: Escocia
El 6 de julio en Money in the Bank fue lo que llevó al extremo la rivalidad, McIntyre gana el maletín de money in the bank pero esa misma noche hace efectivo su contrato de money in the bank entre la lucha de Priest y Rollins volviendo en una Triple amenaza lo cual nuevamente por interferencia de Punk falla y como consecuencia Priest retiene el campeonato mundial peso pesado En el episodio del 22 de julio de Raw, se anunció que McIntyre se enfrentaría a Punk el 3 de agosto en SummerSlam, con Rollins como árbitro especial. En el evento del 3 de agosto, McIntyre derrotó a Punk después de una asistencia involuntaria de Rollins. En Bash in Berlin el 31 de agosto, McIntyre perdió ante Punk en un combate de correas.

## En otros medios
McIntyre es un personaje jugable en los videojuegos WWE SmackDown vs Raw 2011, WWE All Stars, WWE '12, WWE 2K14, WWE 2K19, WWE 2K20 , WWE 2K22, WWE 2K23 y WWE 2K24. Apareció cómo DLC en la edición de 2013 y 2018.

## Vida personal
Galloway creció en Ayrshire, estudiando en la Pestwick Academy, licenciándose en criminología en la Glasgow Caledonian University. Fue un jugador suplente del equipo de fútbol Rangers F.C. y consideró de joven una carrera como jugador profesional. En julio de 2009, Galloway le propuso matrimonio a Taryn Terrell, más conocida en WWE como Tiffany y se informó de que la boda se celebraría en enero de 2010. Se casó con ella en La Vegas, Nevada en mayo de 2010. Sin embargo, el 24 de mayo de 2011, Terrell anunció el divorcio.
El 10 de diciembre de 2016, Galloway está casado con Kaitlyn Frohnapfel.
El 24 de abril de 2023, se dio la noticia del fallecimiento de su cuñada Ashley, la hermana de su esposa Kaitlyn Frohnapfel.
El 2 de junio de 2023, Galloway se convirtió en ciudadano estadounidense.
El 13 de junio del 2023, Galloway es el embajador global de las Olimpiadas Especiales, cargo que obtuvo desde 2021.
Él es fan del Stand-Up Comedy.  En la vida real es amigo de los luchadores Sheamus, Heath Slater, Miro y Stuart Bennett.

## Campeonatos y logros

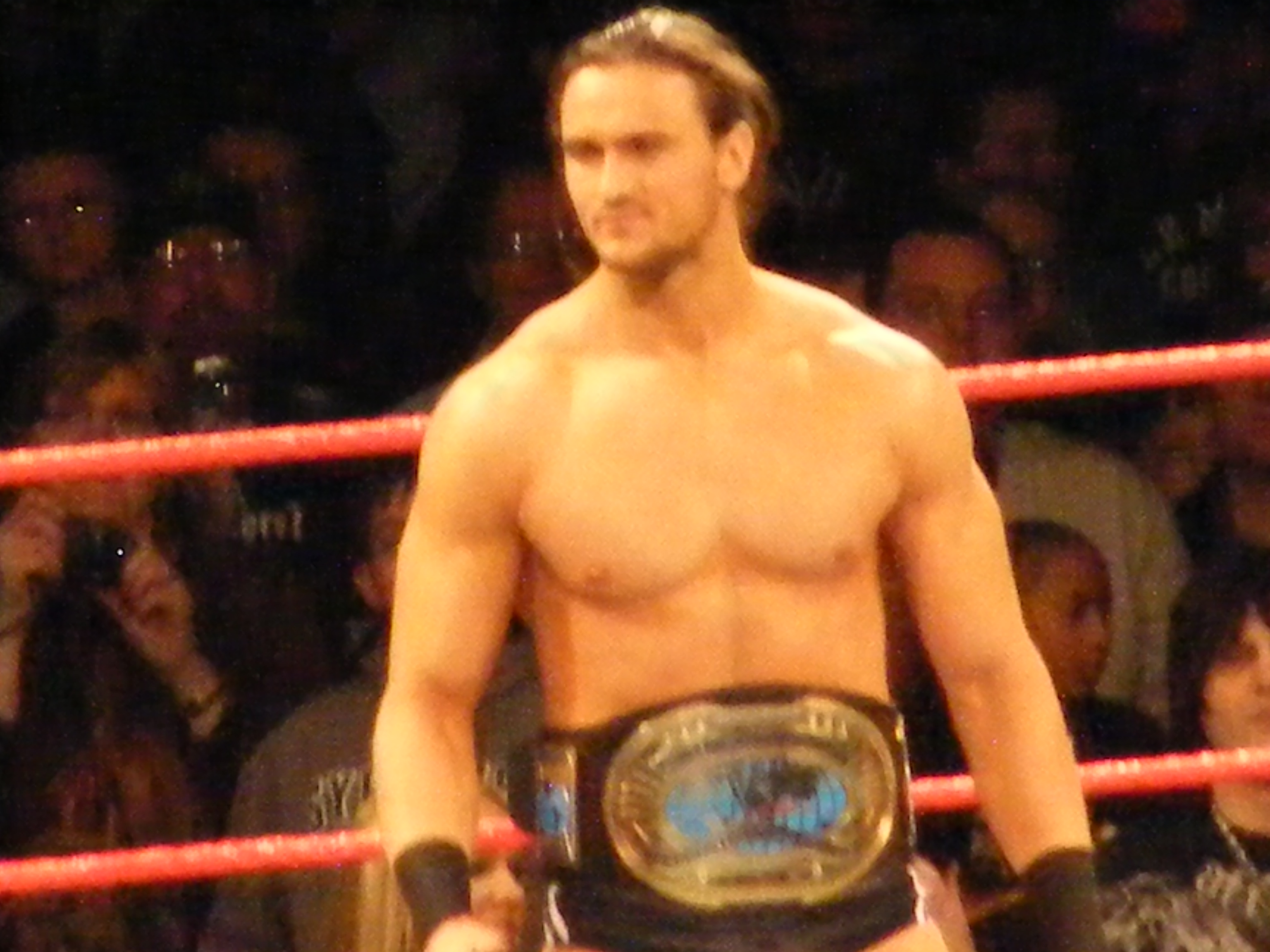
Galloway como Campeón Intercontinental de la WWE.

- British Championship Wrestling/BCW
  - BCW Heavyweight Championship (2 veces)

- Dansk Pro Wrestling/DPW
  - DPW Heavyweight Championship (1 vez)

- Evolve Wrestling
  - Evolve Championship (1 vez)[120]
  - Open The Freedom Gate Championship (1 vez)
  - Evolve Tag Team Championship (2 veces) – con Johnny Gargano (1), Chuck Taylor (1) y Dustin (1)

- Florida Championship Wrestling/FCW
  - FCW Florida Heavyweight Championship (1 vez)[74]
  - FCW Florida Tag Team Championship (1 vez) – con Stu Sanders[73]

- Insane Championship Wrestling/ICW
  - ICW World Heavyweight Championship (2 veces)

- Irish Whip Wreslting/IWW
  - IWW International Heavyweight Championship (1 vez)

- Outback Championship Wrestling/OCW
  - OCW Heavyweight Championship (1 vez)

- Scottish Wrestling Alliance
  - Scottish Heavyweight Championship (1 vez)

- Total Nonstop Action Wrestling/TNA
  - TNA World Heavyweight Championship (1 vez)[350]
  - TNA Impact Grand Championship (1 vez)
  - Feast or Fired (2016)[351]
  - Joker's Wild (2016).[352]

- Union Of European Wrestling Alliance
  - European Heavyweight Championship (1 vez)

- World Wrestling Entertainment/WWE 
  - WWE Championship (2 veces)
  - World Heavyweight Championship (1 vez)
  - NXT World Championship (1 vez)
  - WWE Intercontinental Championship (1 vez)
  - WWE/Raw Tag Team Championhip (2 veces) - con Cody Rhodes (1), Dolph Ziggler (1)
  - Royal Rumble (2020)
  - Elimination Chamber (2021)
  - Elimination Chamber (2024)
  - Money in the Bank (2024)
  - Triple Crown Championship (trigésimo-segundo)
  - Bumpy Award (2 veces)
    - Superstar of the Half-Year (2020)[353][354]
    - Lifetime Achievement Award (2021)[355]

  - Slammy Award (6 veces)
    - Superstar of the Year (2020)
    - Male Superstar of the Year (2020)
    - Social Star of the Year (2024)
    - Social Star of the Year (2025)
    - Rivalry of the Year (2025) vs. CM Punk
    - Match of the Year (2025) vs. CM Punk (Bad Blood, 5 de octubre)

- Pro Wrestling llustrated
  - Feudo del año - (2024) vs. CM Punk
  - Luchador que más ha mejorado del año (2020)
  - Clasificado en el puesto n.º 219 en los PWI 500 de 2008[356]
  - Clasificado en el puesto n.º 125 en los PWI 500 de 2009[357]
  - Clasificado en el puesto n.º 30 en los PWI 500 de 2010[358]
  - Clasificado en el puesto n.º 52 en los PWI 500 de 2011[359]
  - Clasificado en el puesto n.º 191 en los PWI 500 de 2012[360]
  - Clasificado en el puesto n.º 159 en los PWI 500 de 2013[361]
  - Clasificado en el puesto n.º 196 en los PWI 500 de 2014[362]
  - Clasificado en el puesto n.º 37 en los PWI 500 de 2015[363]
  - Clasificado en el puesto n.º 11 en los PWI 500 de 2016[364]
  - Clasificado en el puesto n.º 58 en los PWI 500 de 2017[365]
  - Clasificado en el puesto n.º 72 en los PWI 500 de 2018[366]
  - Clasificado en el puesto n.º 36 en los PWI 500 de 2019[367]
  - Clasificado en el puesto n.º 4 en los PWI 500 de 2020[368]
  - Clasificado en el puesto n.º 4 en los PWI 500 de 2021[369]
  - Clasificado en el puesto n.º 20 en los PWI 500 de 2022[370]
  - Clasificado en el puesto n.º 26 en los PWI 500 de 2023[371]
  - Clasificado en el puesto n.º 13 en los PWI 500 de 2024[372]

- Wrestling Observer Newsletter
  - Lucha 5 estrellas (2023) vs. Gunther vs. Sheamus en WrestleMania 39 el 2 de abril
  - Lucha 5 estrellas (2024) vs. CM Punk en Bad Blood 2024 el 5 de octubre